# Polònia
|  | Aquest article tracta sobre l'Estat europeu. Vegeu-ne altres significats a «Polònia (programa)». |

Polònia (polonès: Polska), oficialment República de Polònia (polonès: Rzeczpospolita Polska  [ʐɛʈ͡ʂpɔsˈpɔlita ˈpɔlska]), és un estat de l'Europa central. Limita amb Alemanya a l'oest, amb Txèquia i Eslovàquia al sud, amb Ucraïna, Belarús i Lituània a l'est, i amb el mar Bàltic i l'óblast de Kaliningrad, un exclavament rus, al nord. La superfície total de Polònia és de 312.696 km²; és el 69è estat més extens del món, i el novè d'Europa. Polònia té una població de més de 38 milions d'habitants; és el 33è país més poblat del món.
L'establiment de l'estat polonès va tenir lloc amb l'adopció del cristianisme pel governant Miecislau I el 966 dC, data en què l'estat comprenia un territori similar a l'actual. Polònia va esdevenir el Regne de Polònia el 1025 amb la dinastia Piast, i el 1569 es va consolidar la Unió de Lublin amb el Gran Ducat de Lituània, que va formar la Confederació de Polònia i Lituània. La unió es va col·lapsar el 1795, i el territori va ser dividit entre Prússia, Rússia i Àustria. Polònia va recuperar la seva independència el 1918, després de la Primera Guerra Mundial, però la va perdre durant l'ocupació nazi i de la Unió Soviètica durant la Segona Guerra Mundial. Polònia va perdre més de 6 milions de ciutadans en el conflicte bèl·lic, i va aconseguir la seva independència com a república soviètica del Bloc Oriental. El 1989, el govern comunista es va col·lapsar, i Polònia és coneguda des d'aleshores, constitucionalment, com la Tercera República Polonesa. Polònia és un estat unitari integrat per setze voivodats. És membre de la Unió Europea, l'OTAN i l'OCDE.

## Toponímia
El nom de Polònia deriva dels polans, una de les tribus més fortes que habitaven els territoris de l'actual estat durant els segles ix i x. L'arrel del mot és incerta. Podria derivar d'algunes paraules poloneses com ara pole ('camp'), opole ('grup de pobles que pertanyen a un mateix clan', una unitat administrativa antiga), o plemię ('tribu').
Polska va ser el nom utilitzat pels polans per a referir-se al seu territori tribal a la conca del riu Varta. Durant el segle x, els polans van subjugar i unir les tribus eslaves que habitaven entre els rius Oder i Bug en un sol estat feudal i, al començament del segle xi, el nom de Polska es va estendre per a referir-se a tot el territori polonès. Les terres que havien estat habitades originàriament pels polans van començar a ser conegudes com a Staropolska, o l'"antiga Polònia", i després com a Wielkopolska o la "gran Polònia", mentre que les terres que es van conquerir a finals del segle x es deien «Polònia Menor».

## Geografia física

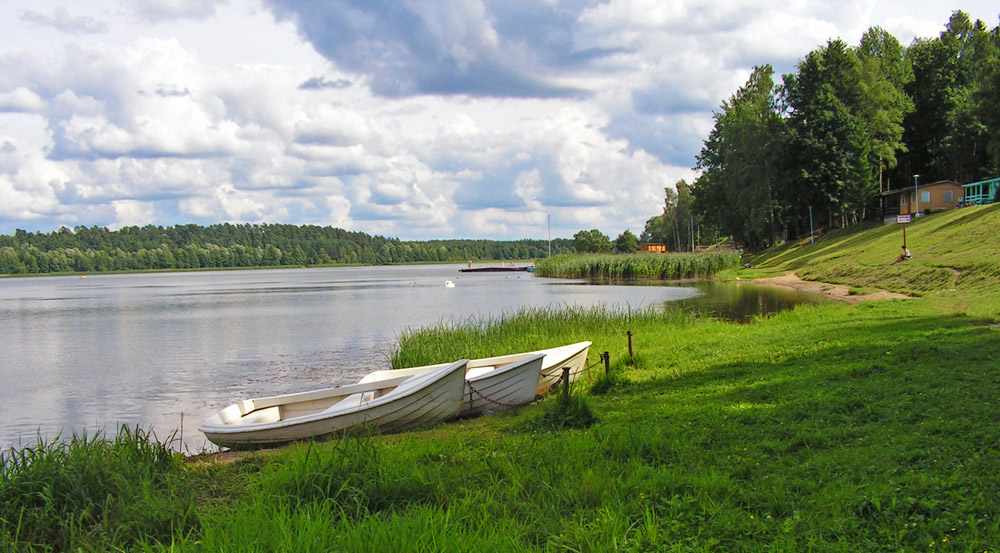
Llac a Gołdap

El territori polonès està format, majoritàriament, per planes, que s'estenen des del litoral bàltic fins al sud, on apareixen les úniques muntanyes del territori. Les planes del litoral bàltic estan compostes de sediments marítims i al·luvions limitats al sud per un cinyell de turons glacials de poca alçària. Al centre de Polònia, es troben tres planes estratificades (les planes de Wielkopolska, Mazowsze i Podlàquia). Finalment, al sud es troben diverses elevacions asimètriques que assoleixen l'alçada màxima als Sudets i Carpats, on es troba el pic més alt, el Rysy, amb 2.499 msnm.
Els rius més extensos en són el Vístula (Wisła, en polonès), amb 1.047 km de llargària; l'Oder (Odra), que forma part de la frontera occidental polonesa, i amb una extensió total de 845 km; el seu tributari, el Varta (Warta), amb 808 km, i el Bug, tributari del Vístula, amb una extensió de 772 km. El Vístula i l'Oder desemboquen al mar Bàltic, així com molts altres rius de la Pomerània. Els rius polonesos han estat utilitzats en la navegació i el transport de persones i productes.
Polònia és un dels països del món amb més llacs, amb gairebé deu mil llacs de més d'una hectàrea de superfície. Els llacs més grans, amb més de 100 km², són el Śniardwy i el Mamry a Mazury i el Łebsko i el Drawsko a Pomerània. A més dels llacs dels districtes del nord (a Warmia i Mazury, Pomerània, Caixubis, Lubusz i Gran Polònia), també hi ha un gran nombre de llacs de muntanya al Tatras, entre els quals sobresurt el Morskie Oko. El llac amb una fondària més gran és l'Hańcza, amb més de 100 m, a Podlàquia.

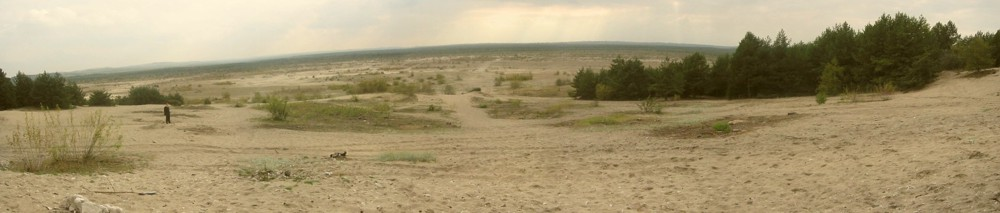
El desert de Błędów

El desert de Błędów és un desert situat al sud de Polònia, al voivodat de Silèsia, i s'estén al sud de la regió de Zagłębie Dąbrowskie. És l'únic desert del país i un dels cinc que es troben a Europa; és el més càlid dels que hi ha a aquesta latitud. Va ser creat per la desaparició d'una glacera que es va fondre fa uns milers d'anys; el gruix mitjà de la capa de sorra és d'uns 40 m, amb un màxim de 70 m. Els darrers anys ha començat a mostrar símptomes de retrocés.

## Política i govern

### Estructura constitucional

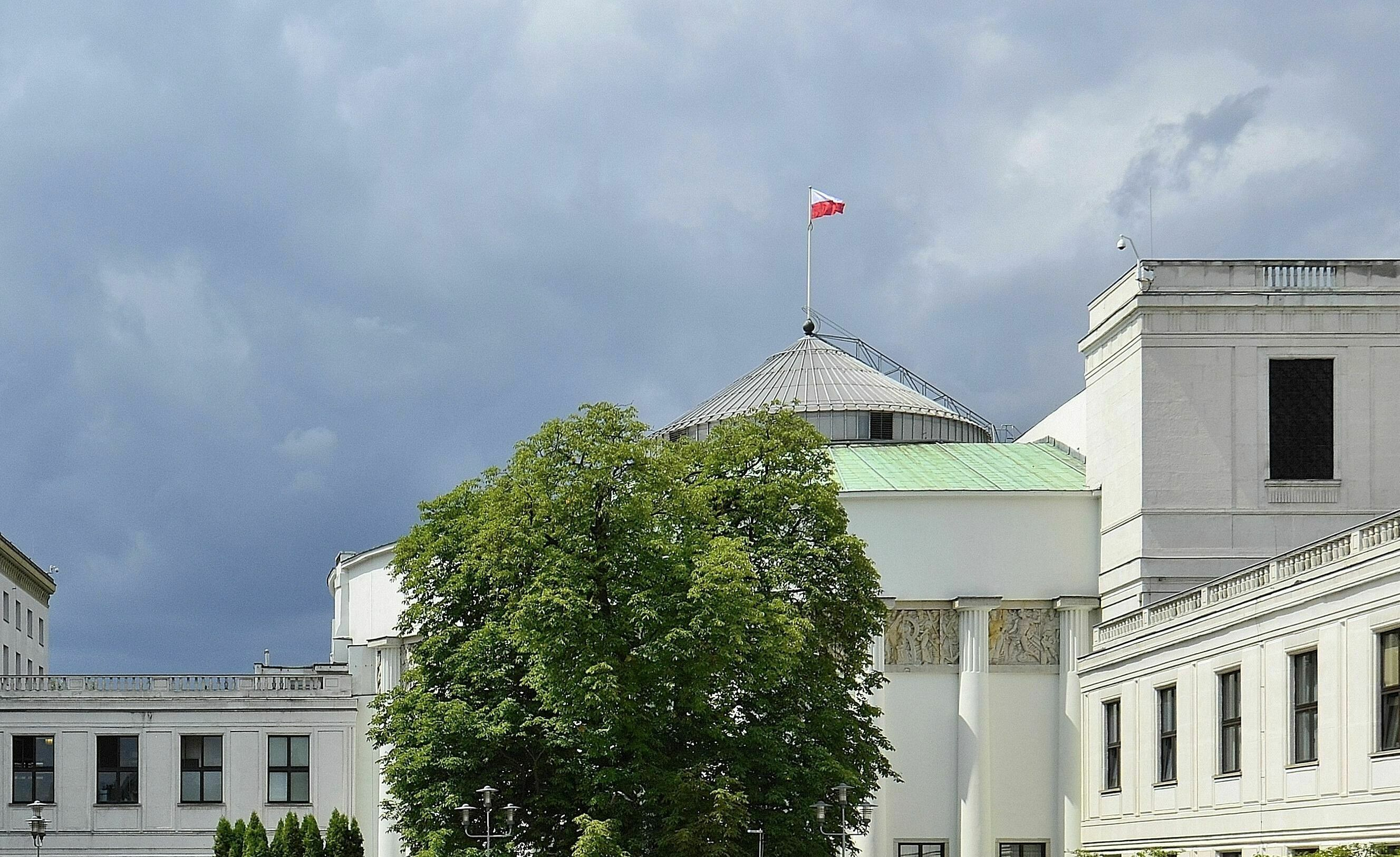
Seu del Sejm

L'organització política de Polònia es basa en el semipresidencialisme, en què hi ha un president com a cap d'estat, segons la constitució de 1997. L'estructura de govern se centra en el Consell de Ministres encapçalat per un primer ministre, el cap de govern. El president nomena el gabinet, els membres del qual són proposats pel primer ministre, normalment de la coalició majoritària del Sejm. El president és elegit per vot popular per un mandat de cinc anys.
El poder legislatiu recau sobre un parlament bicameral integrat pel Sejm, la cambra baixa de 460 membres i el Senat de 100 membres. Els membres del Sejm s'elegeixen segons el mètode de representació proporcional i la regla D'Hondt. El Senat, per contra, s'elegeix segons un mètode complex d'escrutini majoritari plurinominal, en què molts candidats amb el suport més alt s'elegeixen en cadascuna de les circumscripcions electorals. Amb l'excepció dels partits de les minories ètniques, només els partits amb més del 5% dels vots nacionals tenen el dret a rebre escons al Sejm. El Senat i el Sejm, en sessió conjunta, es coneixen com l'Assemblea Nacional (Zgromadzenie Narodowe). L'Assemblea Nacional es pot formar per tres raons: quan un nou president presenta el seu jurament en començar el seu mandat, quan es presenta una acusació o censura de la gestió del president davant el Tribunal Estatal (Trybunał Stanu), i quan la incapacitat permanent del president per a complir les seves funcions és declarada. Fins a l'actualitat, només n'ha ocorregut la primera.
La branca judicial té un paper important en la presa de decisions nacionals. Està integrada per la Suprema Cort de Polònia (Sąd Najwyższy), la Cort Suprema Administrativa de Polònia (Naczelny Sąd Administracyjny), i el Tribunal de l'Estat. Amb l'aprovació del Senat, el Sejm també designa l'ombudsman, conegut com el "Comissionat per a la Protecció dels Drets Civils" (Rzecznik Praw Obywatelskich) per un període de cinc anys.

### Subdivisió administrativa
Polònia es divideix en 16 voivodats, 379 comtats anomenats en polonès powiat (fins i tot 65 ciutats amb l'estatut de comtat) i 2.478 comunes.

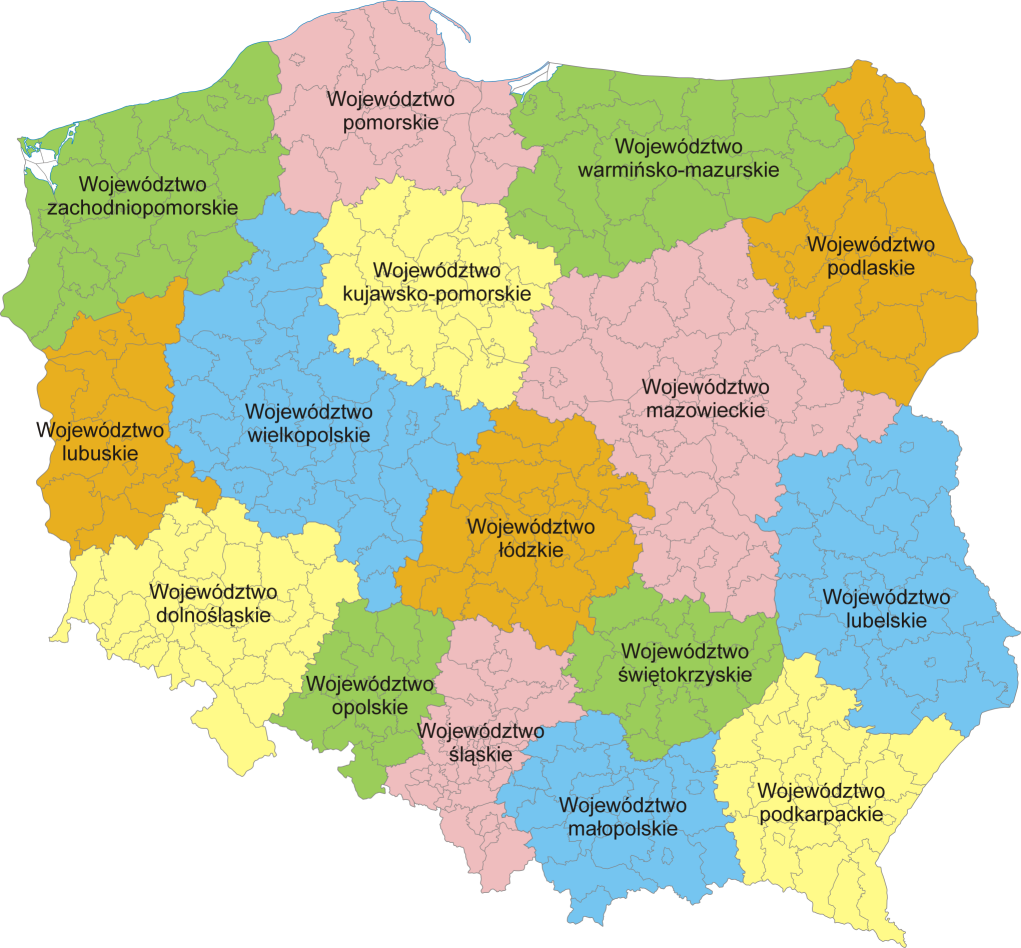
Voivodats i comtats de Polònia

|    | Voivodat                                              | Capital                             | Superfície (km²) | Població(1) |
| -- | ----------------------------------------------------- | ----------------------------------- | ---------------- | ----------- |
| 1  | Województwo dolnośląskie (Baixa Silèsia)              | Wrocław                             | 19.947           | 2.888.232   |
| 2  | Województwo kujawsko-pomorskie (Cuiàvia i Pomerània)  | Bydgoszcz Toruń(2)                  | 17.972           | 2.068.253   |
| 3  | Województwo lubelskie (Lublin)                        | Lublin                              | 25.122           | 2 179.611   |
| 4  | Województwo lubuskie (Lubusz)                         | Gorzów Wielkopolski Zielona Góra(3) | 13.988           | 1.009.198   |
| 5  | Województwo łódzkie (Łódź)                            | Łódź                                | 18.219           | 2.577.465   |
| 6  | Województwo małopolskie (Petita Polònia)              | Cracòvia                            | 15.183           | 3.266.187   |
| 7  | Województwo mazowieckie (Masòvia)                     | Varsòvia                            | 35.557           | 5.157.729   |
| 8  | Województwo opolskie (Opole)                          | Opole                               | 9.412            | 1.047.407   |
| 9  | Województwo podkarpackie (Subcarpàcia)                | Rzeszów                             | 17.846           | 2.098.263   |
| 10 | Województwo podlaskie (Podlàquia)                     | Białystok                           | 20.187           | 1.199.689   |
| 11 | Województwo pomorskie (Pomerània)                     | Gdańsk                              | 18.314           | 2.199.043   |
| 12 | Województwo śląskie (Silèsia)                         | Katowice                            | 12.334           | 4.685.775   |
| 13 | Województwo świętokrzyskie (Santa Creu)               | Kielce                              | 11.710           | 1.285.007   |
| 14 | Województwo warmińsko-mazurskie (Warmia i Mazury)     | Olsztyn                             | 24.173           | 1.428.601   |
| 15 | Województwo wielkopolskie (Gran Polònia)              | Poznań                              | 29 827           | 3 372 417   |
| 16 | Województwo zachodniopomorskie (Pomerània Occidental) | Szczecin                            | 22.892           | 1.694.178   |

(1) l'1 de gener de 2006 

(2) Bydgoszcz és la seu del wojewoda; Toruń, el consell del voievodat.

(3) Gorzów Wielkopolski és la seu del wojewoda; Zielona Góra, el consell del voievodat.

## Economia
Polònia té una de les economies més estables dels antics països comunistes. El 70% del seu comerç és amb països de la Unió Europea; importa sobretot maquinària tècnica per a la seva indústria, que suposa el 28% del seu PIB. Es concentra en els sectors de fabricació de vehicles i petroquímica.
El gruix de la riquesa polonesa prové del sector terciari, tot i que l'agricultura continua jugant-hi un paper rellevant. Un dels reptes contemporanis és fer-la més productiva, ja que continua depenent de latifundis i antigues inèrcies. Els productes que més exporta són la patata i els cereals.

## Geografia humana i societat

### Demografia

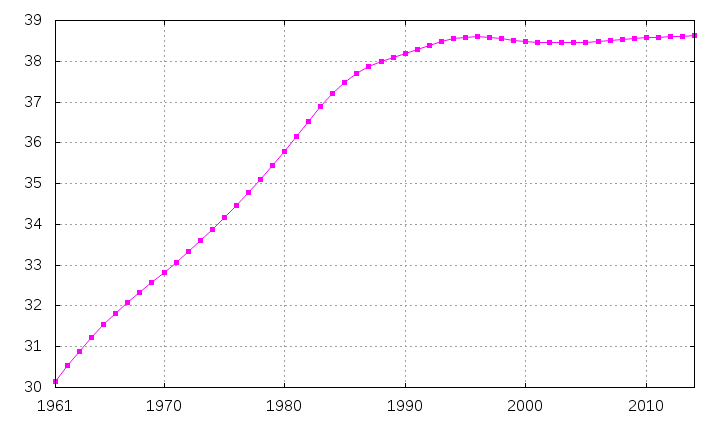
Evolució de la població polonesa entre el 1961 i el 2003 (dades de la FAO, 2005). Població en milers d'habitants

Amb 38 milions d'habitants, en anys recents la població polonesa ha decrescut per l'emigració i una forta caiguda en la taxa de natalitat. Des de l'entrada de Polònia a la Unió Europea, un gran nombre de polonesos n'han emigrat cap als països d'Europa occidental, com ara el Regne Unit, Alemanya i Irlanda. La taxa de creixement poblacional és de -0,045%, la taxa de natalitat és de 10 naixements per cada 1.000 habitants, la taxa de mortalitat és de 9,99 morts per cada 1.000 habitants, i la taxa neta de migració és de -0,46 migrants per cada 1.000 habitants. L'esperança de vida en néixer és de 75 anys, i la taxa de fecunditat d'1,27 nens per dona.

### Etnografia i llengua
Històricament, Polònia va ser un estat multiètnic, la llar de moltes llengües, cultures i religions. Abans de la Segona Guerra Mundial, hi havia comunitats importants d'alemanys, ucraïnesos, i en particular de jueus, estimats en 3 milions tot just abans del conflicte bèl·lic. D'altra banda, hi havia minories poloneses fora del seu territori, en especial a Daugavpils (a Letònia), a Minsk (a Belarús), i a Kíiv (a Ucraïna). Tot va canviar radicalment després de la guerra: els canvis territorials i l'expulsió de les minories van fer de Polònia un dels països aparentment més homogenis del món. En l'actualitat, el 97% es considera ètnicament polonès, mentre que només l'1,23% va declarar tenir una altra nacionalitat en el cens del 2002 (a més, el 2,03% no va declarar cap nacionalitat). Les minories més grans en són els silesians, els alemanys, els ucraïnesos, els lituans, els russos, els jueus i els belarussos.
La llengua oficial és el polonès, una llengua eslava occidental. Fins fa poc, el rus era una llengua important i que s'estudiava com a segona llengua, però ha estat reemplaçat per l'anglès.

### Religió

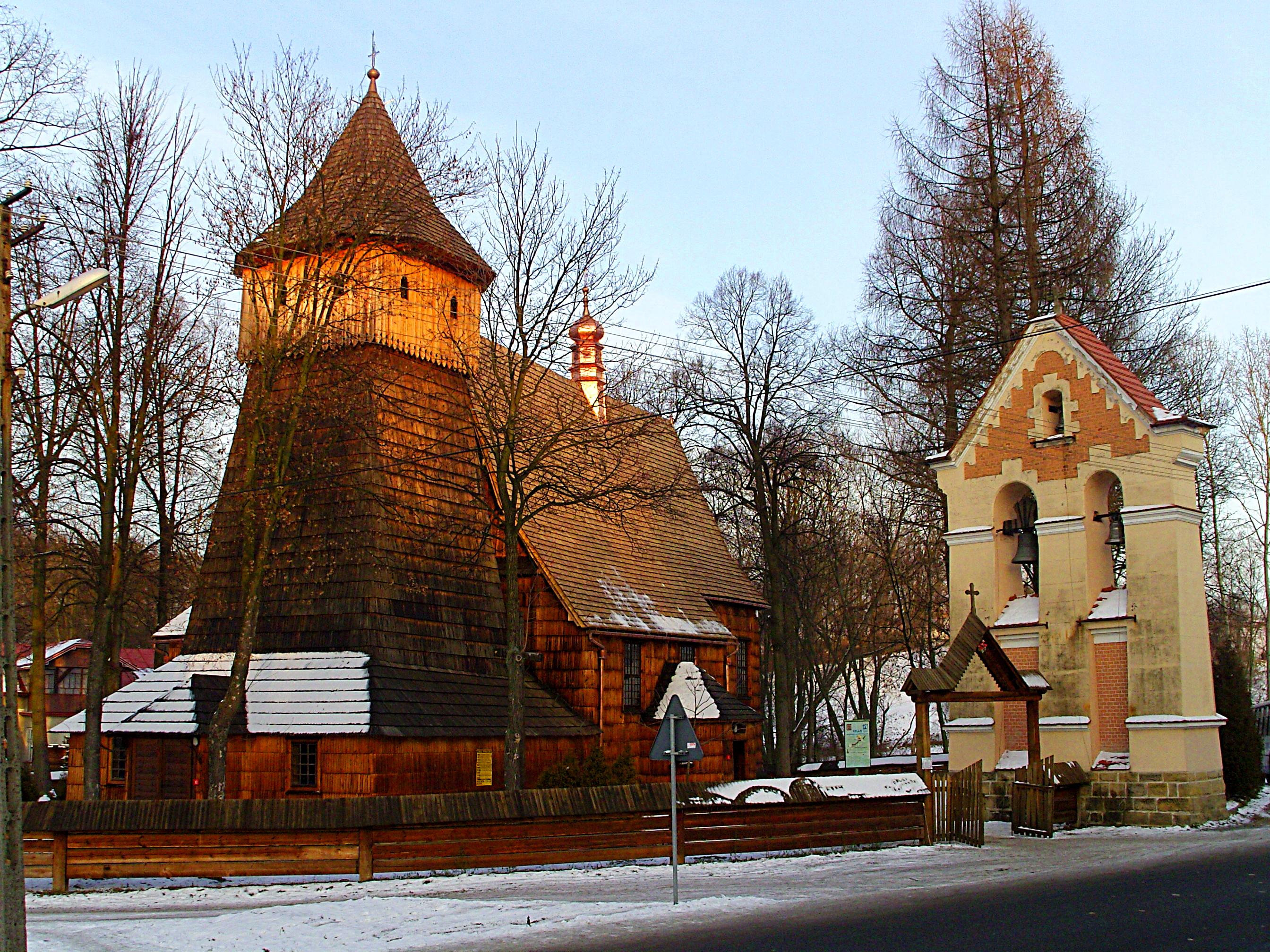
Església a Binarowa

A causa de l'Holocaust i de la fugida i expulsió de les poblacions alemanyes i ucraïneses després de la Segona Guerra Mundial, Polònia ha esdevingut un país gairebé homogeni religiosament. La majoria de la població és catòlica romana, al voltant del 89%. Tot i que el percentatge dels catòlics practicants és molt menor que en el passat, Polònia encara és un dels estats més religiosos d'Europa. Les minories religioses són els ortodoxos polonesos (506.800), els protestants (150.000), els testimonis de Jehovà (126.827), els catòlics orientals, els mariavites, els catòlics polonesos, els jueus, els musulmans (incloent-hi els tàtars de Białystok). Les esglésies protestants inclouen al voltant de 77.500 membres només en l'Església evangèlica-Augsburg de Polònia, a més de moltes altres esglésies pentecostals i evangèliques. La llibertat religiosa és garantida en la constitució des de 1989. Segons una enquesta del 2007, el 72% dels enquestats no estaven en contra de la presència del catolicisme en les escoles públiques; tanmateix, hi ha cursos alternatius d'ètica només en l'1% del sistema educatiu públic.

## Cultura i lleure

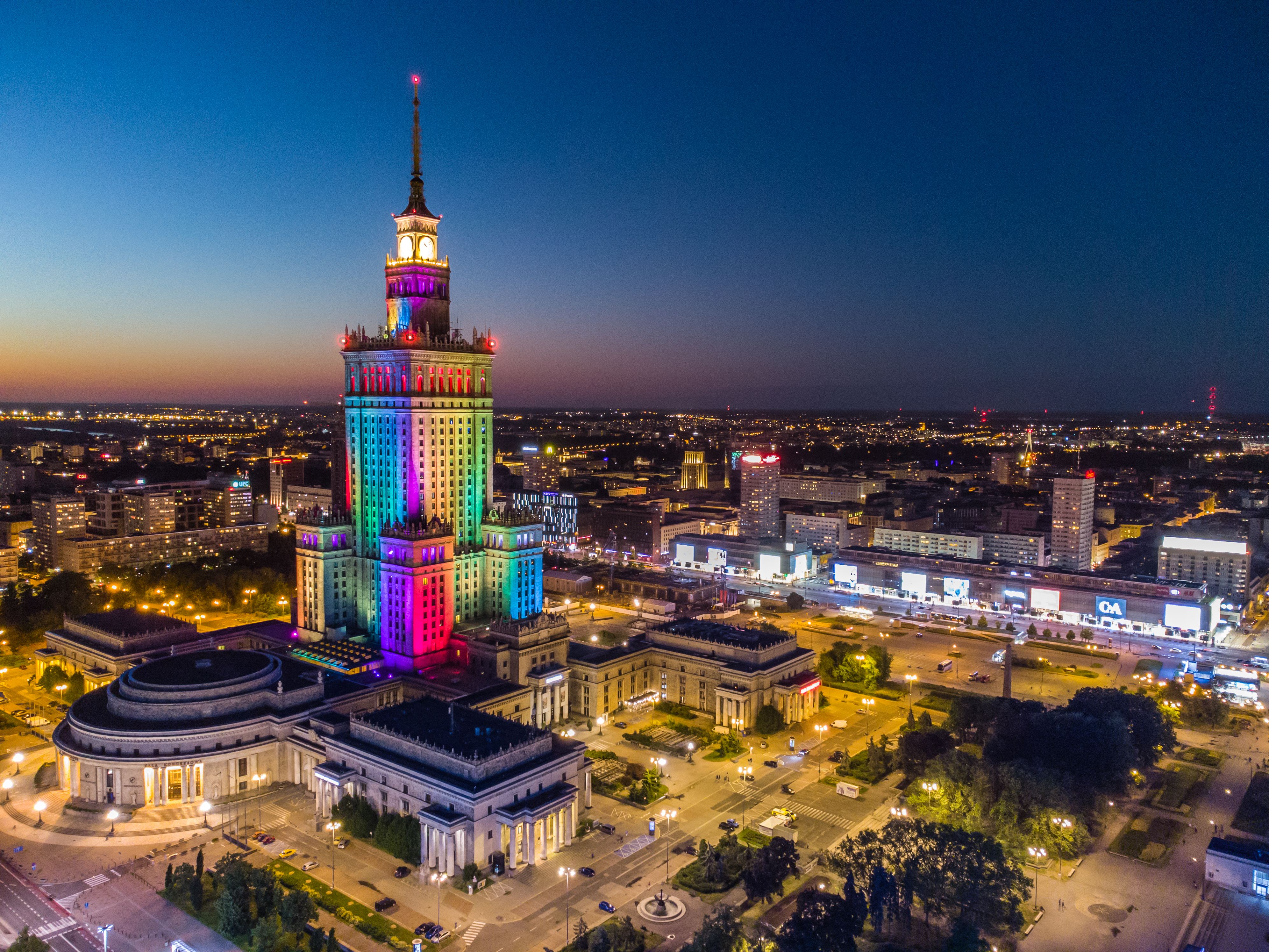
Palau de la Cultura de Varsòvia

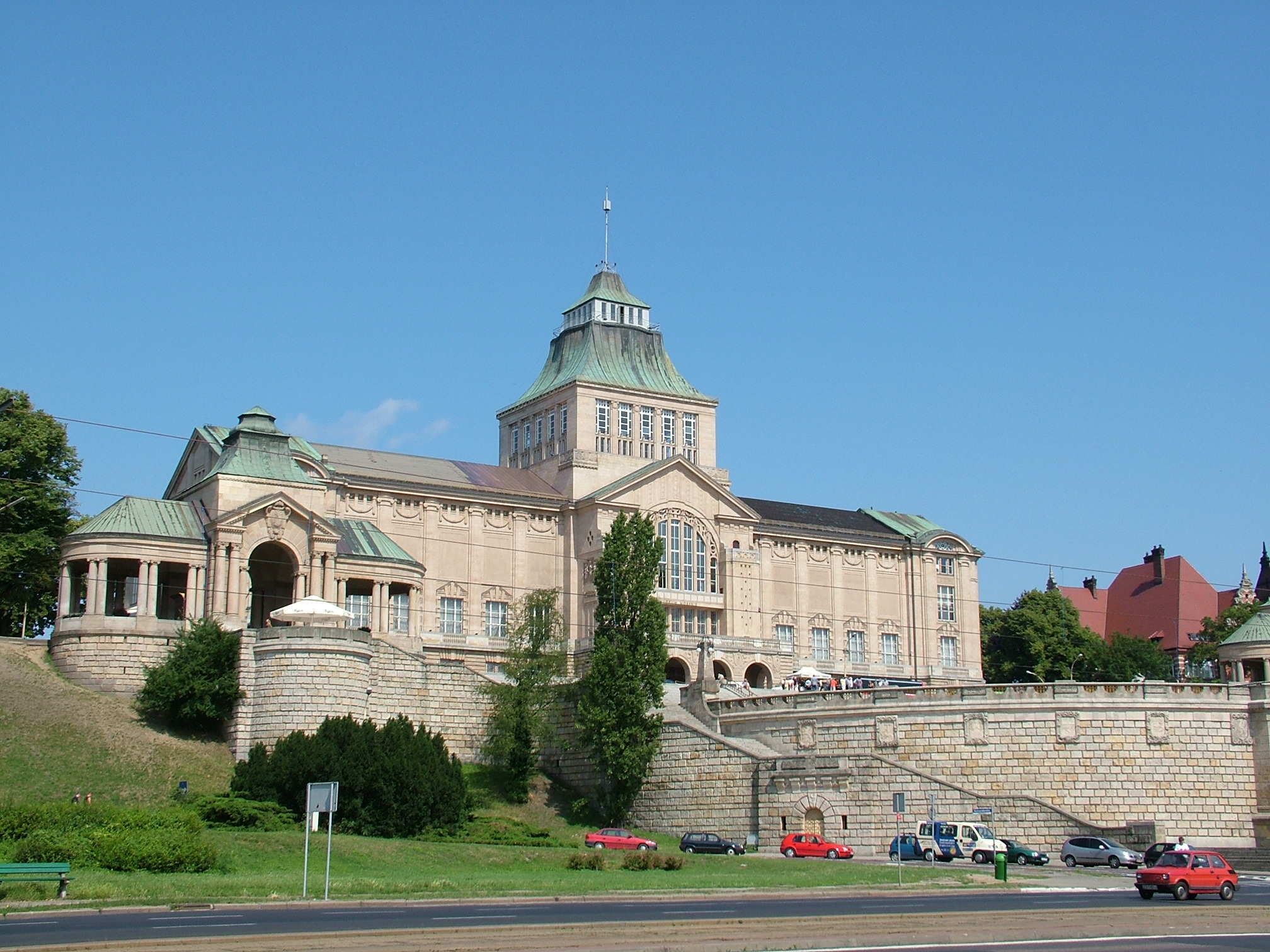
Museu Marítim i Teatre Szczecin

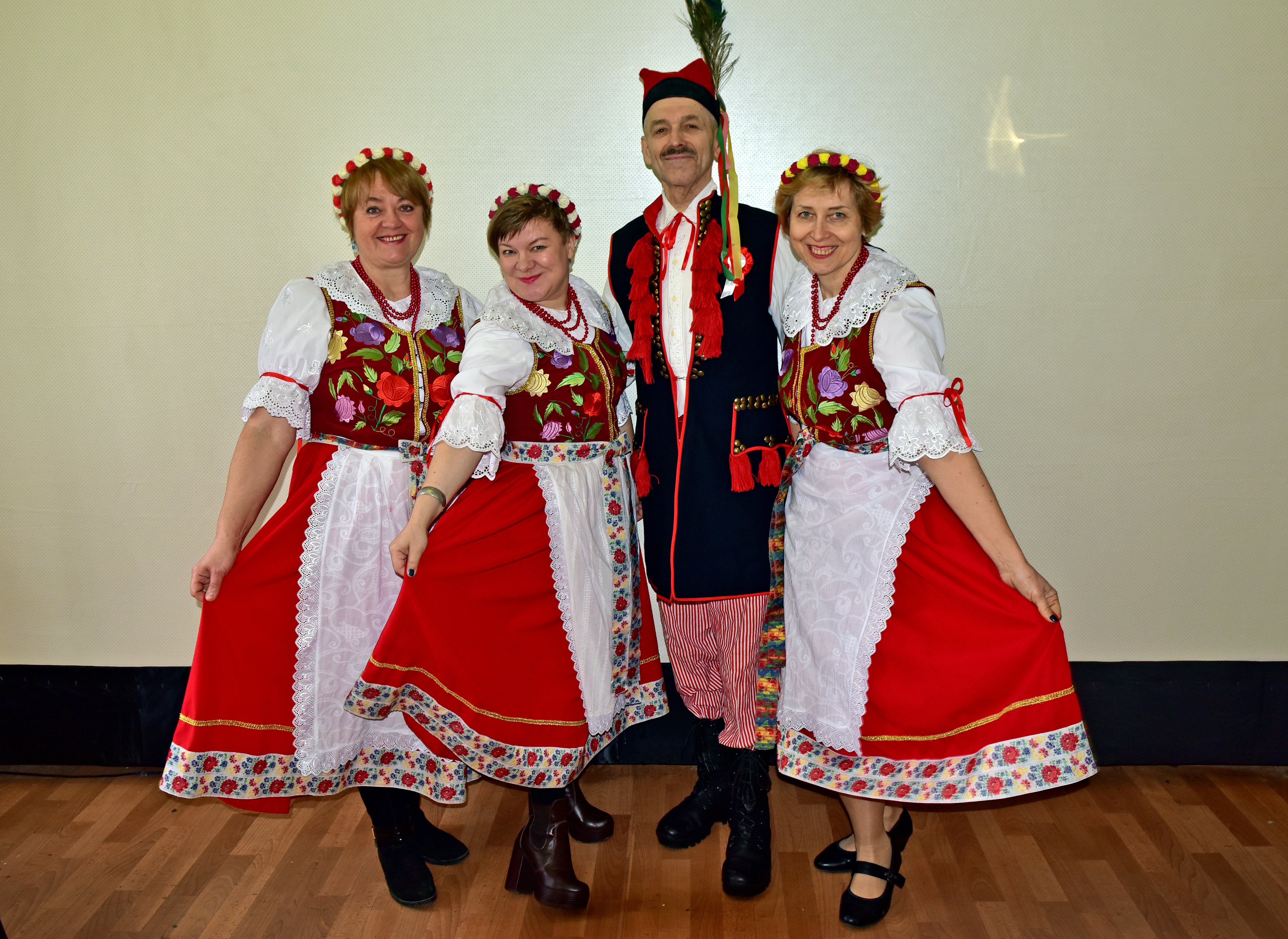
Vestit tradicional polonès.

La cultura polonesa s'ha vist influenciada tant per la cultura oriental com per l'occidental. Actualment, això és evident en la seva arquitectura, folklore i art. Polònia és el lloc de naixement de diversos personatges coneguts com ara Marie Curie, Frédéric Chopin, i Nicolau Copèrnic, entre d'altres.
L'art polonès ha reflectit les tendències mundials. El famós pintor Jan Matejko va incloure nombrosos esdeveniments històrics significatius en les seves pintures. Un altre artista polonès important va ser Stanisław Ignacy Witkiewicz. Fou un exemple de l'home renaixentista, així com un destacat dramaturg, pintor i poeta.
Els inicis de la literatura polonesa daten dels anys 1100, i inclou poetes i escriptors com Jan Kochanowski, Adam Mickiewicz, Bolesław Prus, Juliusz Słowacki, Witold Gombrowicz, Stanisław Lem, Ryszard Kapuściński, Henryk Sienkiewicz, Władysław Reymont, Czesław Miłosz, Wisława Szymborska (els últims quatre han guanyat el Premi Nobel de Literatura), i el novel·lista anglès d'origen polonès Joseph Conrad.
Molts directors de cinema polonesos són mundialment coneguts, incloent-hi els guanyadors de l'Oscar; Roman Polański, Andrzej Wajda, Zbigniew Rybczyński, Janusz Kamiński i Krzysztof Kieślowski. També són mundialment conegudes les actrius Helena Modjeska i Pola Negri. Entre els compositors, el més conegut mundialment és Frédéric Chopin, però altres compositors polonesos han obtingut un gran renom mundial: Krzysztof Penderecki, Henryk Mikołaj Górecki, Karol Szymanowski i Grazyna Bacewicz, entre d'altres.
Pel que fa a la cuina polonesa, els plats més famosos són la kiełbasa, barszcz, pierogi, flaczki (sopa), gołąbki, oscypek, kotlet schabowy (costelles de porc poloneses), bigos, diversos plats de patata, i sandvitx de zapiekanka, entre d'altres. Les postres tradicionals poloneses inclouen el pączki, i el pa de gingebre, entre d'altres. De la tradició comunista de l'antiga República Popular de Polònia encara resten els menús econòmics oferts als anomenats Bar mleczny.

### Esports
Molts esports són populars a Polònia. El futbol és el més popular al país, amb una rica història de competència internacional. També tenen força afició l'atletisme, el bàsquet, la boxa, l'esgrima, l'handbol, l'hoquei sobre gel, la natació i l'halterofília, entre d'altres.
El primer pilot polonès de Fórmula 1 va ser Robert Kubica, que també va ser el primer a guanyar una cursa. Polònia ha destacat en el món de les motos gràcies a Tomasz Gollob, pilot amb un gran èxit. Les muntanyes poloneses són un lloc ideal per a la pràctica del senderisme, l'esquí i el ciclisme de muntanya. Aquests esports atrauen cada any milions de turistes, procedents de tot el món. Les platges i els complexos turístics del mar Bàltic són llocs populars per a practicar la pesca, la canoa, el caiac, entre altres esports aquàtics.

### Festes
| Dia            | Nom en català                         | Nom local                              |
| -------------- | ------------------------------------- | -------------------------------------- |
| 1 de gener     | Cap d'any                             | Nowy Rok                               |
| abril o maig   | Pasqua                                | Wielkanoc                              |
| 1 de maig      | Dia del treballador                   | Święto Pracy                           |
| 2 de maig      | Dia de la Bandera Nacional            | Święto Flagi Rzeczypospolitej          |
| 3 de maig      | Dia de la Constitució                 | Święto Konstytucji                     |
| maig o juny    | Corpus Christi                        | Boże Ciało                             |
| 15 d'agost     | Assumpció i Dia de les Forces Armades | Wniebowzięcie i Dzień Wojska Polskiego |
| 31 d'agost     | Dia de la Solidaridat i Llibertat     | Dzień Solidarności i Wolności          |
| 1 de novembre  | Dia de Tots Sants                     | Wszystkich Świętych                    |
| 11 de novembre | Dia de la Independència               | Święto Niepodległości                  |
| 24 de desembre | Nit de Nadal                          | Wigilia                                |
| 25 de desembre | Dia de Nadal                          | Boże Narodzenie                        |
| 26 de desembre | Nadal                                 | Drugi dzień świąt Bożego Narodzenia    |

### Polonesos cèlebres
Categoria principal: Polonesos
- Copèrnic, astrònom i matemàtic.
- Fryderyk Chopin, gran músic i compositor.
- Maria Skłodowska Curie, científica, Premi Nobel de Física l'any 1903, Premi Nobel de Química el 1911.
- Henryk Sienkiewicz, escriptor, Premi Nobel de Literatura el 1905.
- Karol Wojtyła, papa Joan Pau II.
- Lech Wałęsa, líder sindical revolucionari, president de la república entre 1990 i 1995.
- Pare Jerzy Popiełuszko, sacerdot, sindicalista i líder opositor, màrtir del règim comunista.
- Adam Mickiewicz, escriptor.
- Robert Lewandowski, davanter del Futbol Club Barcelona.
- Tadeusz Kościuszko, enginyer, líder del moviment antiocupació russo-prussiana-austrohongaresa. El cim més alt d'Austràlia (Mount Kosciuszko) porta aquest nom en memòria seva.
- Robert Kubica, pilot de Fórmula 1 en actiu en la màxima competició automobilística.
- Witold Gombrowicz, escriptor i dramaturg del segle xx.
- Ryszard Kapuściński, periodista i escriptor.
- Karol Borsuk, destacat matemàtic, especialitzat en topologia.
- Alfred Tarski, matemàtic i lògic i coautor juntament amb Banach d'una famosa paradoxa: paradoxa de Banach–Tarski.
- Ximon Peres, president de l'estat d'Israel.
- Violetta Villas, polonesa i cantant internacional, molt famosa a Las Vegas i Europa.
- Roman Polanski, director de cinema.
- Waclaw Sieroszewski, escriptor, etnògraf, sindicalista i revolucionari.

## Història
Polònia va ser envaïda per tribus germàniques i eslaves, pels huns i pels àvars. En el segle x, el príncep Miecislau I, primer membre de la dinastia Piast, va assentar les bases del futur estat polonès, el Regne de Polònia: va ser batejat el 966, amb la qual cosa adoptà la religió cristiana com a nova religió oficial; això feu que el gruix de la població l'assimilés com a pròpia en el decurs del següent segle.
El 1384, l'oligarquia polonesa portà al poder la princesa Eduvigis, la qual es casà amb Ladislau II Jagelló, gran duc de Lituània (Gran Ducat de Lituània). Aquesta unió donà als polonesos força suficient per a enfrontar-se als teutons, formant un poderós estat, l'Imperi polonès, les fronteres del qual s'estenien del mar Bàltic al mar Negre, i va arribar a tenir Kíiv entre les seves ciutats.
Al segle xvi, amb els jagelló, va ser conegut com el "segle d'or" de l'estat polonesolituà. Un segle més tard, la rebel·lió dels cosacs a Ucraïna, el 1648, va assentar les condicions propícies perquè Rússia envaïra Polònia.
El 1772, la intervenció conjunta de Prússia, Àustria i Rússia va imposar el primer repartiment de Polònia, restant la Pomerània oriental per a Prússia, la Galítzia i part de la petita Polònia per a Àustria, i Lituània per a Rússia.
Aprofitant la guerra russo-turca, el congrés polonès va votar una nova constitució monàrquica, però el 1793 novament van intervenir-hi Prússia i Rússia, i dugueren a terme el segon repartiment de Polònia, que annexionava Lituània, Ucraïna occidental, Volínia i Podòlia a Rússia i Posnània, Danzig (Gdańsk) i Toruń a Prússia. Després del fracàs de la rebel·lió del 1794, es produí el tercer repartiment de Polònia el 1795, que fou el darrer i la seva fi com a estat independent.
En finalitzar la Primera Guerra Mundial, període durant el qual el territori polonès va ser novament envaït per tropes alemanyes i austríaques, Polònia aconsegueix la independència després de més 120 anys sense haver disposat d'un estat. Això va ser possible gràcies al fet que els aliats van estar d'acord amb la voluntat del president dels Estats Units Woodrow Wilson, expressada al Congrés dels Estats Units. Abans que s'acabés la guerra (punt tretzè dels catorze punts del seu discurs), es proclamà la Segona República Polonesa (1918), que de seguida va patir una nova i greu amenaça: la guerra amb els soviets, iniciada el 1919 després de l'agressió de les tropes comunistes. Després d'unes línies de front fluctuants, Polònia va aconseguir retenir la seva independència.
L'any 1926, el general Józef Piłsudski va assumir la direcció de l'estat proclamant-se dictador.

### Segona Guerra Mundial

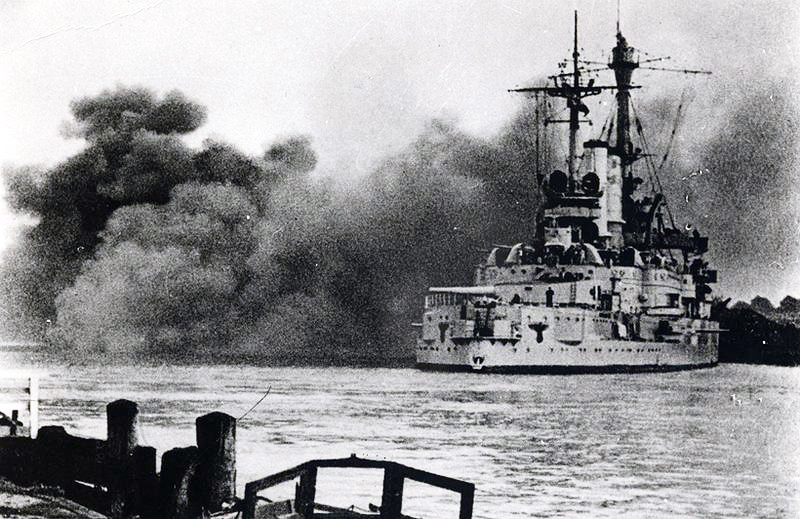
El cuirassat alemany Schleswig-Holstein bombardeja Gdansk, l'1 de setembre de 1939

L'1 de setembre de 1939, el Tercer Reich alemany va envair Polònia sense declaració prèvia de guerra, fet que va desencadenar la Segona Guerra Mundial. La combinació dels atacs de la Luftwaffe, que va destruir les principals ciutats poloneses, i la Wehrmacht van fan estralls a les defenses poloneses i van fer inútils els intents d'oposar resistència als invasors. Els dirigents polonesos feia temps que temien un eventual atac alemany i, per això, havien signat una aliança militar amb el Regne Unit el 25 d'agost d'aquell mateix any i mantenien una altra aliança amb França des del 1921. Tot i això, malgrat que les dues potències occidentals van declarar la guerra a Alemanya poc després de la invasió, no van donar cap tipus de suport al seu aliat i es van mantenir quasi inactius més de mig any —període conegut com la guerra de broma. A més, en virtut d'el pacte Molotov-Ribbentrop, la Unió Soviètica envaeix l'est de Polònia el 17 de setembre, dificultant sobremanera els intents defensius polonesos, que no tenen cap altre remei que retirar-se i mirar d'exiliar-se a través de Romania abans que el seu país quedi totalment ocupat en menys d'un mes.

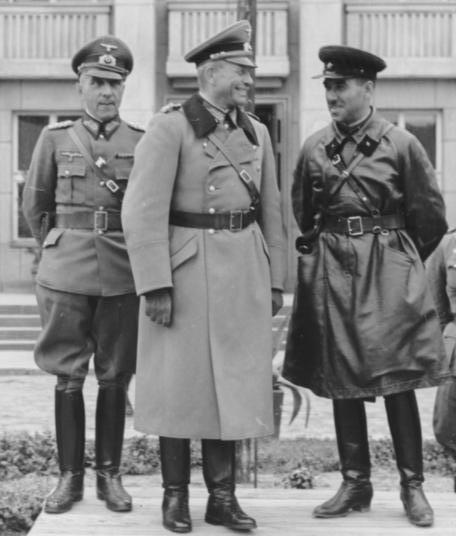
El general alemany Heinz Guderian i el soviètic Semió Krivoixein durant la desfilada conjunta a Brest.

El mateix dia que Varsòvia era conquerida, el 28 de setembre de 1939, la Unió Soviètica i Alemanya modificaven en secret els terminis del pacte Ribbentrop-Molotov: Lituània passava al cercle d'influència soviètic i la frontera polonesa es desplaçava cap a l'est, ampliant el territori d'Alemanya. Així doncs, amb l'anomenada Quarta Partició de Polònia, l'URSS es queda amb tot el territori polonès situat a l'est de la línia dels rius Pisa, Narew, Buh Occidental i San, fet que li proporciona 200.000 kilòmetres quadrats de territori habitats per tretze milions i mig de ciutadans, la meitat dels quals eren belarussos o ucraïnesos.
Durant el període 1939–41, els soviètics van deportar milers de polonesos a la vegada que molts presoners de guerra eren executats per l'NKVD –menció especial mereix la massacre de Katin. Per la seva banda, el mateix setembre de 1939, els alemanys van traçar "plans preliminars" per abordar l'extermini jueu, població que representava el 10% dels habitants de Polònia, i, al novembre, ja havien dissenyat el pla per a la "destrucció completa de tots els polonesos" en el Generalplan Ost.
Els serveis d'intel·ligència polonesos van ser molt valuosos per als Aliats ja que el personal del Buró de xifrat polonès va ser capaç de trencar el codi de les màquines Enigma que feien servir les forces de l'Eix per a xifrar les seves comunicacions. Així mateix, la contribució en tropes de Polònia fou la quarta més elevada d'entre els Aliats, tot i que dividida entre les tropes sota el comandament del Govern polonès a l'Exili i l'URSS. Els contingents polonesos van tenir un paper destacat a les campanyes de Normandia, Itàlia i del nord d'Àfrica i són especialment recordades per la Batalla de Monte Cassino i pel setge de Tobruk. A l'est, el Primer Exèrcit polonès va destacar a la batalla de Varsòvia i la de Berlín.

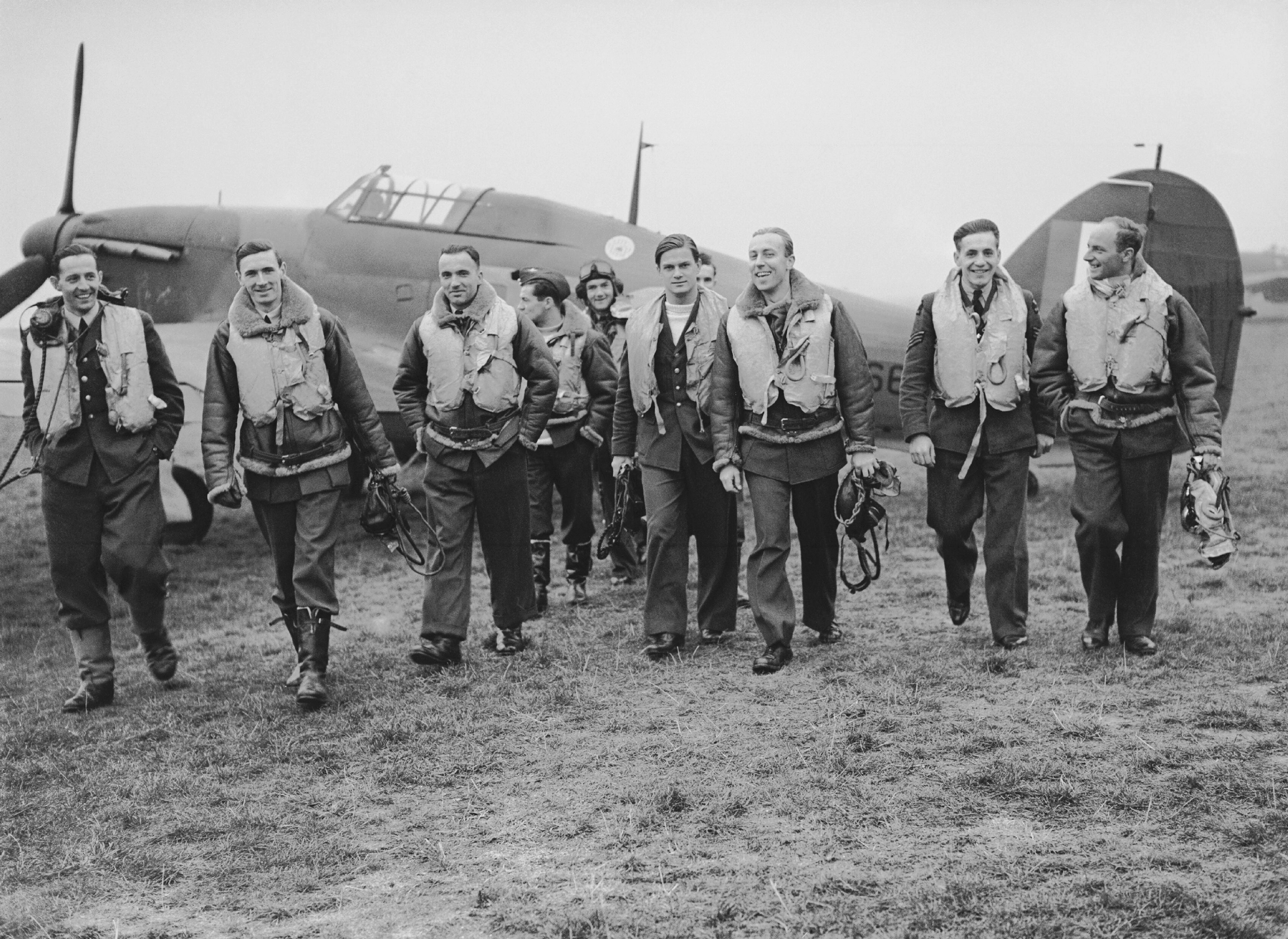
Pilots de l'Esquadró 303 de caces polonesos durant la batalla d'Anglaterra, octubre de 1940

A l'interior del país, tant els diversos moviments de resistència com l'Armia Krajowa (Exèrcit Nacional) van lluitar contra l'ocupació alemanya pràcticament des de l'inici de la guerra. De fet, el polonès es considera un dels tres moviments de resistència més potents de tota la guerra, i englobava una gran varietat d'activitats clandestines, esdevenint pràcticament un Estat a l'ombra, ja que tenia sistema judicial i, fins i tot, atorgava títols universitaris. La resistència era lleial al govern a l'exili i, per norma general, contrària a la implantació del comunisme a Polònia, motiu pel qual, durant l'estiu de 1944 va dur a terme l'Operació Tempesta, dins de la qual s'incloïa l'aixecament de Varsòvia que va començar l'1 d'agost de 1944.
Les forces nazis van construir sis camps d'extermini a la Polònia ocupada: Chelmno, Belzec, Sobibor, Treblinka, Majdanek i Auschwitz on els alemanys hi van transportar milions de jueus d'arreu de l'Europa ocupada per tal d'assassinar-los.

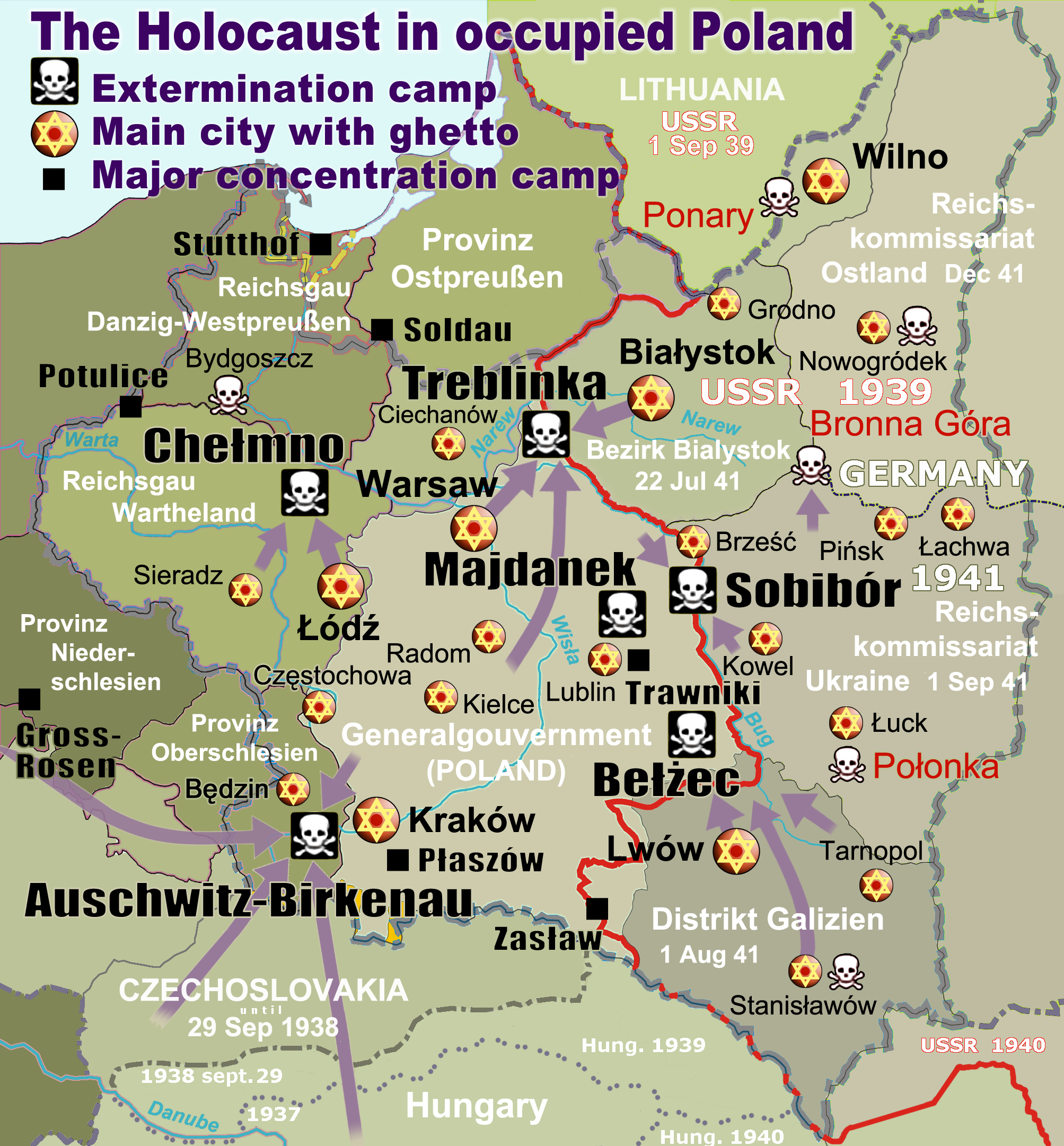
Mapa de l'Holocaust a la Polònia ocupada, detallant les rutes de deportació i els indrets de les massacres. Els principals guetos de Polònia es marquen amb una estrella groga. Els camps d'extermini es marquen calaveres blanques dins de quadrats negres. La frontera de 1941 entre l'Alemanya nazi i la Unió Soviètica es marca en vermell.

Durant la guerra, Polònia va perdre sis milions de persones, la meitat d'elles jueves –aproximadament el 90% dels jueus polonesos d'abans de començar la guerra– i entre 1,8 i 2,8 milions de polonesos "ètnics" van ser assassinats durant l'ocupació alemanya de Polònia, incloent-hi entre 50.000 i 100.000 membres de la intel·liguèntsia –acadèmics, metges, advocats, noblesa i clergat. Només durant l'aixecament de Varsòvia van morir uns 250.000 civils polonesos, la major part dels quals assassinats pels alemanys a les massacres de Wola i Ochota. Uns altres 150.000 civils polonesos foren assassinats pels soviètics entre el 1939 i 1941 durant l'ocupació de l'URSS de polònia Oriental (Kresy) i uns altres 100.000 foren morts per l'Exèrcit insurgent ucraïnès (UPA) entre el 1943 i el 1944 en la massacre de polonesos a Volínia. De tots els països implicats en la Segona Guerra Mundial, Polònia fou el que perdé el major percentatge dels seus ciutadans: uns 6 milions –més del 16% de la seva població de preguerra– la meitat dels quals jueus. Un 90% de les morts no tenien motivació militar.
El 1945, les fronteres poloneses es van modificar cap a l'oest. A conseqüència, uns dos milions d'habitants polonesos de Kresy van ser traslladats forçosament més enllà de la Línia Curzon per ordre de Stalin. La nova frontera occidental amb Alemanya va passar a ser la Línia Oder-Neisse. A conseqüència, Polònia va perdre el 20% del seu territori (77.500 quilòmetres quadrats). Aquests canvis fronterers també van implicar que població d'altres ètnies (polonesos, alemanys, ucraïnesos i jueus) patís migracions forçades.

### Sota l'òrbita soviètica
El 1945, Polònia va ser ocupada per les tropes soviètiques, que no van respectar el govern a l'exili ni van tornar la independència al país. Es va formar un govern provisional d'alliberament nacional, que va derivar en una democràcia popular, la qual cosa va conduir a les reformes inspirades en el model soviètic. A més, amb la Conferència de Ialta, les fronteres poloneses es van desplaçar cap a l'oest, perdent les regions de Galítzia oriental i Brest-Litovsk a favor d'Ucraïna i Belarús. Amb Alemanya, la frontera es va fixar a la línia Oder-Neise, per la qual cosa el territori polonès seria més reduït que el de 1939.
L'alçament popular de Poznań el 1956 va obrir una xicoteta esperança d'alliberament. La caiguda de Wladyslaw Gomulka i la seua substitució per Edward Gierek es va deure a les protestes per la falta de llibertats i per la carència dels productes bàsics de supervivència. Però, no va haver-hi transformacions radicals i Polònia va seguir davall l'òrbita russa durant les dècades següents.
El 1980, es va produir una gran onada de vagues, dirigides per la central sindical Solidarność (Solidaritat) i pel seu líder Lech Walesa, que van aconseguir reformes profundes. Gierek va ser substituït per Stanislaw Kania i aquest pel general Wojciech Jaruzelski, el qual el 1981 va donar un colp d'estat amb ajuda de l'exèrcit polonès. El 1985, Jaruzelski cedeix el comandament a Zbigniew Messner i assumeix la secretaria general del Partit Unificat Obrer Polonès. A desgrat que la imposició de la llei marcial i la il·legalització del sindicat havia aconseguit inicialment evitar la introducció de noves reformes, al final de la dècada dels 1980, Solidarność havia esdevingut prou important per a frustrar les temptatives reformistes de Jaruzelski. Les vagues a nivell nacional de 1988 i l'oberturisme del líder soviètic Mikhaïl Gorbatxov, que pretenia experimentar amb totes les possibilitats, van forçar el govern polonès a negociar obertament amb els líders de Solidarność la celebració d'unes eleccions lliures, a les quals el sindicat va presentar-se com un partit polític. Tot i que, en virtut del pacte entre govern i oposició, a les eleccions només s'escollirien el trenta-cinc per cent dels escons del Sejm (el Parlament polonès), els electors van evidenciar el seu descontent amb el règim que havia governat Polònia els anteriors quaranta anys: els candidats de Solidarność van guanyar tots els seients en disputa al Sejm i 99 dels 100 del Senat.

### Tercera República
La Tercera República, oficialment República de Polònia (en polonès Rzeczpospolita Polska), és el règim en vigor a Polònia des del 31 de desembre de 1989.

#### 1989-1995: L'adveniment de la democràcia
L'any 1989, el general Wojciech Jaruzelski acumula les funcions de cap de l'Estat (president del Consell d'Estat de la república popular de Polònia) i de Primer secretari del Partit obrer unificat polonès (POUP) en un clima de revolta generalitzada. Incapaç de reinstaurar una « normalitat socialista », el poder és obligat a mantenir « Taules rodones », reunions entre el govern i el sindicat Solidarność (de fet reconegut com un interlocutor ineludible), que permetin l'organització d'eleccions legislatives parcialment lliures; aquestes tenen lloc el juny de 1989 i consagren una àmplia victòria als membres de Solidarność i als seus aliats. Els termes de l'acord a la sortida de les « Taules rodones » preveien una candidatura única a la nova funció creada de president de la República, i Wojciech Jaruzelski és el primer a ocupar aquesta plaça, però la seva legitimitat és quasi nul·la: nomena un últim govern comunista que té a penes dos mesos abans de disoldre's i cridar Tadeusz Mazowiecki per formar el primer govern no comunista des de la fi de la Segona Guerra Mundial (el 24 d'agost de 1989), esdeveniment que provoca, primer un èxode d'alemanys de l'Est cap a Polònia, i menys de tres mesos més tard la caiguda del mur de Berlín.
Així doncs, pocs mesos abans de la caiguda del mur de Berlín, Polònia havia esdevingut oficialment el primer país de l'Europa de l'Est que havia reeixit en abandonar el socialisme real i el tutelatge de la Unió Soviètica i que havia començat la transició cap a un nou període de llibertats caracteritzat per la democràcia liberal i l'economia de mercat. D'aquesta manera, es va convertir en el primer país post-comunista d'Europa i el pioner d'una revolució que, en els mesos següents, afectaria quasi tota l'Europa oriental. Tot i això, aquest procés no es pot comparar a cap altra transició de la història, ja que el pas del socialisme real a la democràcia implicava canvis severs en les estructures polítiques, econòmiques i socials, en contrast amb les transicions que s'havien donat als països que havien patit dictadures al sud d'Europa (Espanya o Portugal) o a Amèrica Llatina on, principalment, l'únic que es modificava severament era l'estructura política.
La traspàs de poder dels líders comunistes als nous representants escollits democràticament va iniciar una transició molt efectiva i pacífica, un altre element que diferencia Polònia de la resta dels països del bloc soviètic -excepte Hongria. Així va resultar que, el que es va iniciar com un moviment contra la burocràcia i per les essències del socialisme i la solidaritat propugnat per la intel·lectualitat i els miners, va ser el motor que acabar amb el sistema vigent. El moviment polític de Solidarność va arribar al poder: Lech Wałęsa fou el president de la República Polonesa durant un mandat i els líders sindicals van ocupar els càrrecs governamentals i als mitjans de comunicació, i alguns al món dels negocis privats.
L'1 de gener de 1990 es proclama la III República; tenen lloc eleccions presidencials en el transcurs d'aquest mateix any, que són àmpliament guanyades per Lech Walesa, però la inestabilitat política continua: Mazowiecki dimiteix el gener de 1991, sent reemplaçat per l'economista liberal Jan Krzysztof Bielecki, que dimiteix al seu torn al desembre del mateix any, i després per Jan Olszewski (fins al juny de 1992). En aquesta època és instituït entre Alemanya, França i Polònia el « triangle de Weimar », marc de trobades regulars que apunten llavors a permetre l'acostament de Polònia al sistema de seguretat transatlàntica de l'Organització del tractat de l'Atlàntic nord (l'OTAN) i de preparar millor la seva futura adhesió a la Unió Europea (UE). Aquests dos objectius són coronats d'èxit: Polònia entra a l'OTAN l'any 1999 i s'adhereix a la UE l'1 de maig de 2004.
El 1992 Waldemar Pawlak, del Partit pagès, intenta formar govern. Al cap de 33 dies de negociacions infructuoses, Hanna Suchocka és finalment el cap d'un govern de coalició de centre-dreta, esdevenint la primera dona a ocupar el lloc de cap del govern a Polònia. L'any 1993, mentre les tropes russes abandonen Polònia, Solidarność pateix una derrota a les eleccions legislatives que obligat Walesa a nomenar novament Waldemar Pawlak al lloc de president del Consell de ministres.

#### 1995-2005: Els dos mandats del president Kwaśniewski

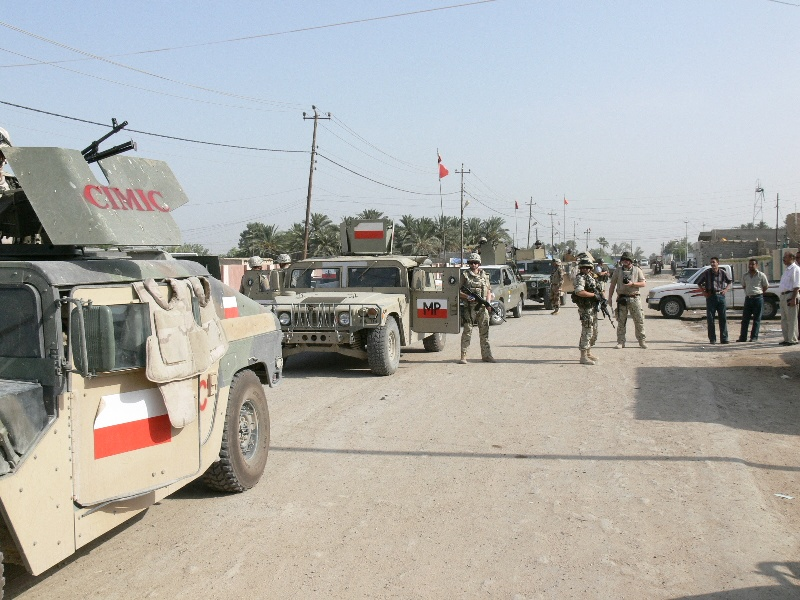
Soldats polonesos a l'Irak (2005)

L'any 1995, Lech Walesa es presenta a la seva pròpia successió; és derrotat per Aleksander Kwaśniewski, jove líder del partit socialdemòcrata refundat sobre les ruïnes de l'antic partit comunista. El primer govern del president Kwaśniewski és dirigit per Józef Oleksy, l'exministre de les Relacions amb els sindicats que havia participat en les negociacions de la « Taula rodona ». Sospitós de relacions amb els soviètics en el passat, dimiteix el gener de 1996 i deixa la plaça a Włodzimierz Cimoszewicz.
L'any 1997, després de les eleccions legislatives guanyades per la dreta, s'obre un període de cohabitació: Jerzy Buzek (president de les Corts Generals europees de 2009 a 2012) esdevé president del Consell de ministres. Aquest any veu l'adopció de la Constitució definitiva instituint la Tercera República.
Kwaśniewski és reelegit president de la República l'any 2000 i aquesta victòria de l'esquerra és confirmada a les legislatives de l'any següent; Leszek Miller és nomenat cap del govern. L'any 2003, Polònia pren part a la guerra d'Iraq i els Estats Units li atribueixen el comandament d'una zona d'ocupació (l'Exèrcit polonès resta compromès a l'Iraq fins al 4 d'octubre de 2008). L'1 de maig de 2004 s’integra en la Unió Europea. Miller fa dimitir el seu govern després de repetits escàndols de corrupció que l'han fet molt impopular; Marek Belka el succeeix, però no arriba a frenar l'ocàs de l'esquerra en l'opinió pública.

#### 2005-2007: Victòria dels conservadors i dels nacional-catòlics
El 2005 va morir el Papa Joan Pau II, l'únic polonès de la història que ha aconseguit el pontificat. El 23 d'octubre de 2005, el batlle de Varsòvia i candidat del partit conservador Llei i Justícia (PiS) a l'elecció presidencial, Lech Kaczyńeski és elegit president de la República amb el 54,0 % contra el 46,0 % del candidat del partit liberal pro-europeu Plataforma cívica (PO), Donald Tusk. La victòria de l'alcalde de la capital és una gran sorpresa, ja que tots els sondejos donaven Donald Tusk com a guanyador.
El president electe afirma poc després de la seva elecció que posarà en marxa el seu programa, fortament inspirat en l'ala més conservadora de l'Església catòlica; aquest és criticat per molts mitjans de comunicació per la seva radicalitat, la seva falta d'obertura sobre qüestions de societat (ferotge oposició a tota avenç en matèria de drets LGBT, de ldret a l'avortament o l'eutanàsia, per exemple), el seu estatisme i el seu euroscepticisme marcat. Kazimierz Marcinkiewicz és nomenat Primer ministre i forma govern.

El 5 de maig de 2006, entren al govern polonès diversos ministres ultra-conservadors, com Roman Giertych, dirigent de la Lliga de les Famílies Poloneses (LPR - Liga Polskich Rodzin), destinat a Educació amb el projecte d'insistir en els programes escolars sobre 
| « | els valors cristians de la Polònia eterna | » |

 Pel que fa a Andrzej Lepper, cap del partit nacionalista Autodefensa de la República de Polònia, obté la plaça de vicepresident del Consell dels ministres i encarregat d'Agricultura. Els ministeris del Treball i de Construcció tornen a membres de Samoobrona. Aquest gabinet de coalició, negociat per Jarosław Kaczyński, germà bessó del president de la República, i d'altra banda president del PiS, provoca manifestacions organitzades per l'oposició. El 15 de juliol de 2006, Jarosław Kaczyński presta jurament amb el seu govern al palau presidencial de Varsòvia, davant del seu germà.

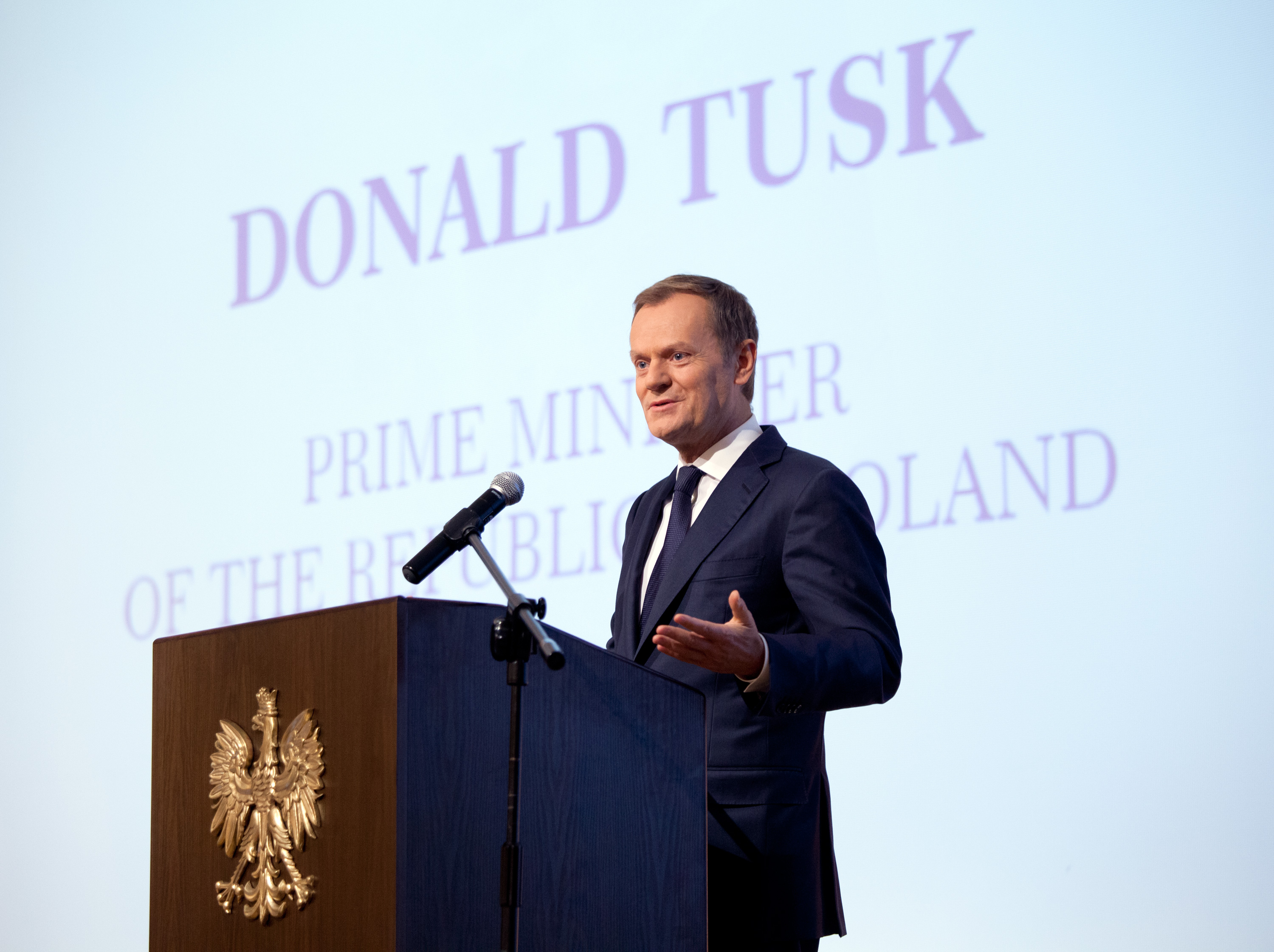
Donald Tusk, 14è cap del govern polonès (2007–2014), i 2n president del Consell europeu (des de l'1 de desembre de 2014).

El 21 d'octubre de 2007, en les eleccions legislatives anticipades, el partit liberal Plataforma Cívica (PO) de Donald Tusk, partit d'oposició a Lech i Jarosław Kaczyński, assoleix el 41 % dels vots i es distancia del partit conservador Llei i Justícia (PiS) al poder des de feia dos anys, que arriba a la segona posició amb el 33 % dels sufragis. Donald Tusk és oficialment designat Primer ministre (president del Consell dels ministres) el 9 de novembre següent, a continuació forma un govern de coalició (amb 209 diputats de 460, la PO no disposa de majoria absoluta) aliant-se amb el Partit Popular Polonès PSL de Waldemar Pawlak.
Lech Kaczyński mor en l'exercici de les seves funcions el 10 d'abril de 2010 en un accident d'avió a prop de Smolensk, a Rússia, mentre es feia la commemoració de la Massacre de Katin, comesa pels soviètics l'any 1940. Amb ell moren els membres més eminents del govern polonès i de l'oposició, dignitaris civils i religiosos. El paisatge polític del país queda profundament trasbalsat després d'aquesta catàstrofe i l'elecció presidencial anticipada es desenvolupa en una atmosfera política tensa, el 20 de juny i 4 de juliol de 2010. Bronisław Komorowski, el candidat liberal, guanya amb el 53,01 % dels vots enfront del germà bessó del president difunt, el conservador Jarosław Kaczyński. És investit com a president de la República el 6 d'agost portant Tusk al cap del govern.
Les eleccions legislatives de 2011 reforcen la coalició PO (39,2 %) - PSL (8,4 %) en el poder, el PiS no obté més que el 29,9 % dels vots, seguit pel nou « Moviment Palikot » (partit anticlerical, social-liberal) amb el 10 % i l'Aliança de l'esquerra democràtica (SLD) amb el 8,2 % dels vots. El mateix any, Polònia ocupa de juliol a desembre la presidència del Consell de la Unió Europea. El novembre de 2012, Polònia entra a l'Agència espacial europea i organitza amb Ucraïna el Campionat d'Europa de futbol 2012.
El país compta esdevenir un important actor regional, sobretot tenint en compte la seva important demografia.

#### Retorn dels conservadors

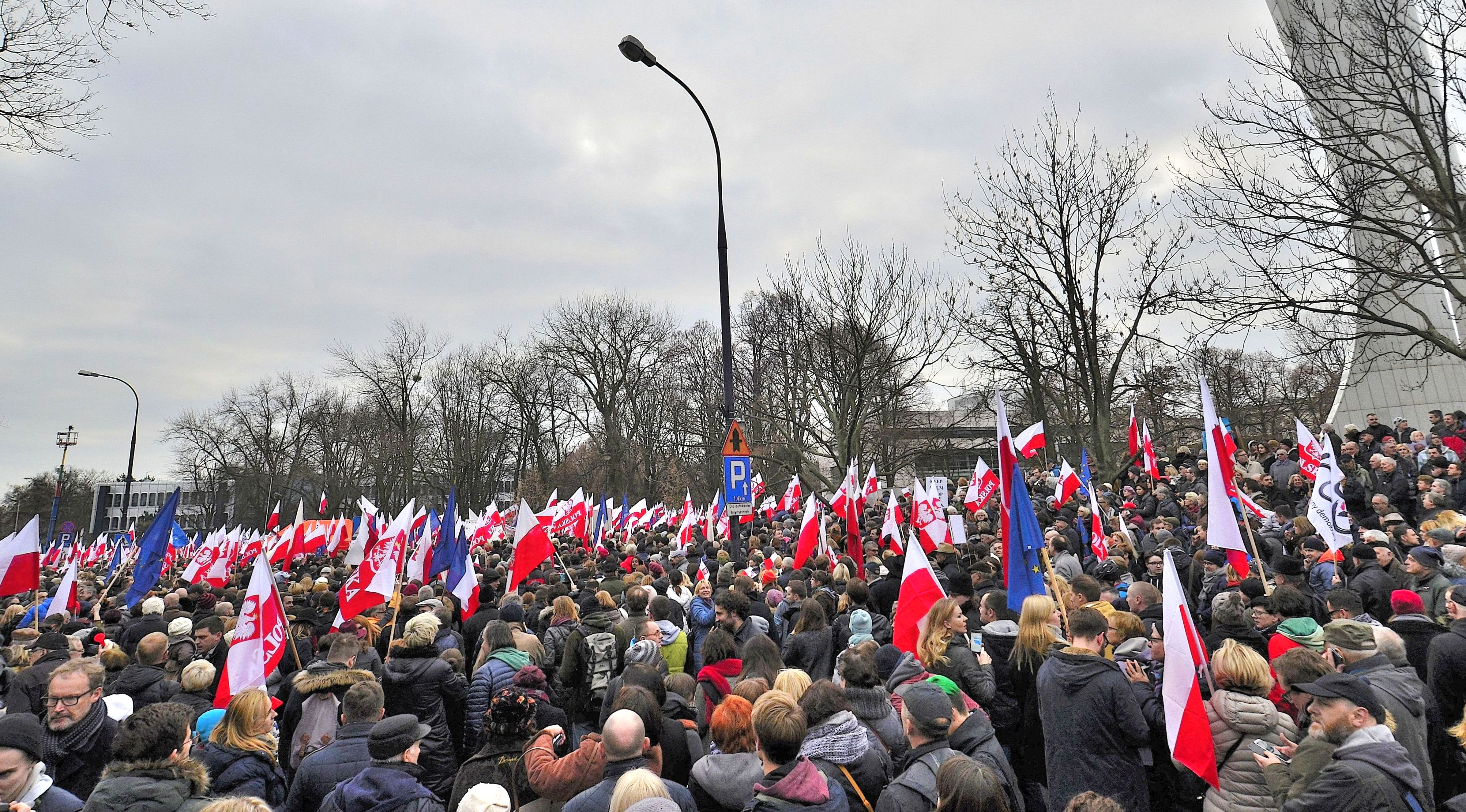
La manifestació del KOD el 19 de desembre de 2015 a Varsòvia.

L'elecció d'Andrzej Duda a la presidència de la República a l'agost 2015 i la victòria del seu partit Llei i Justícia a les eleccions legislatives d'octubre de 2015 marquen la tornada dels conservadors a Polònia i el triomf del euroescepticisme. Com a reacció és creat el comitè de defensa de la democràcia al mes de novembre de 2015.

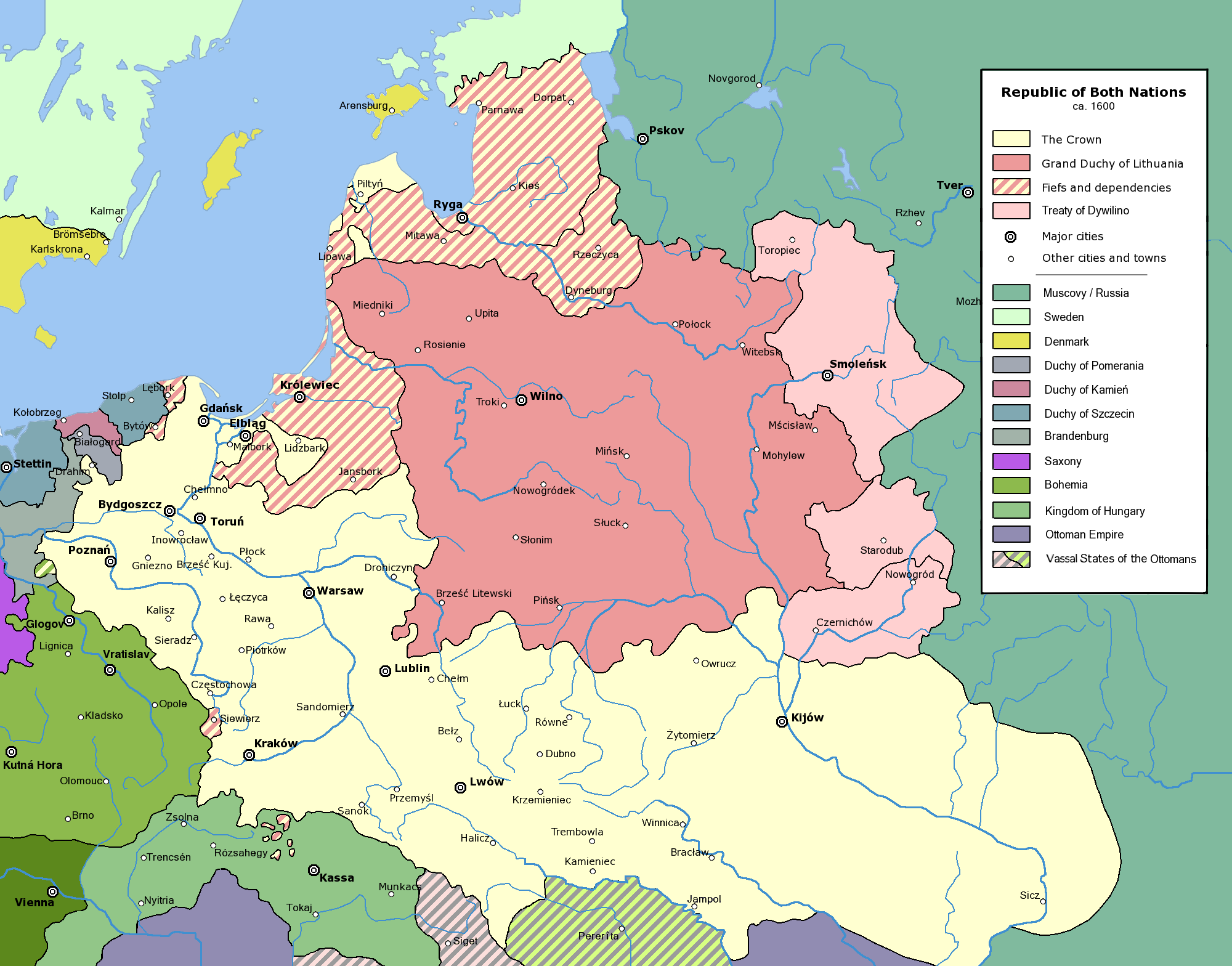
Màxima extensió de la Confederació Lituano-Polonesa (1600)
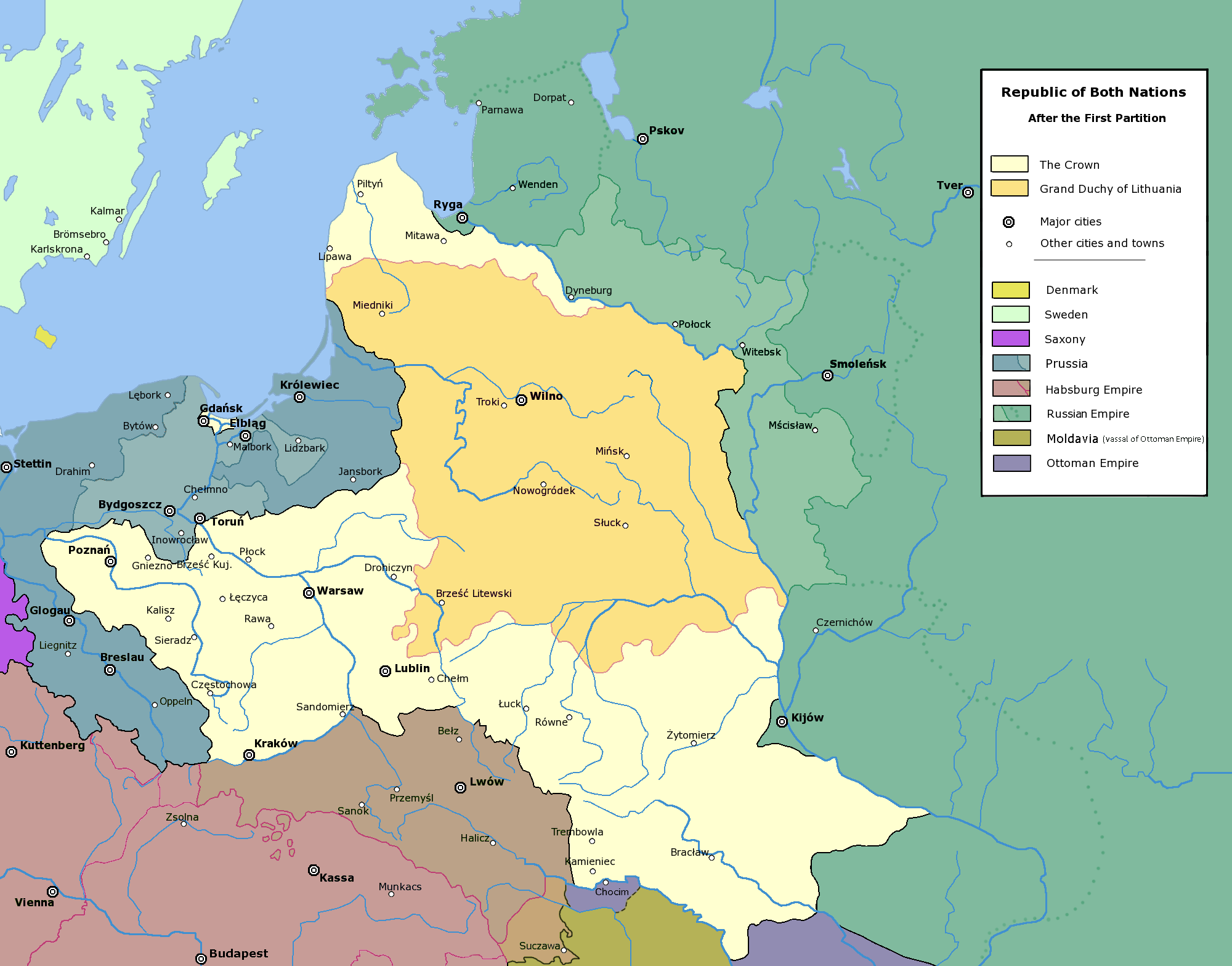
El Primer Repartiment (1772)
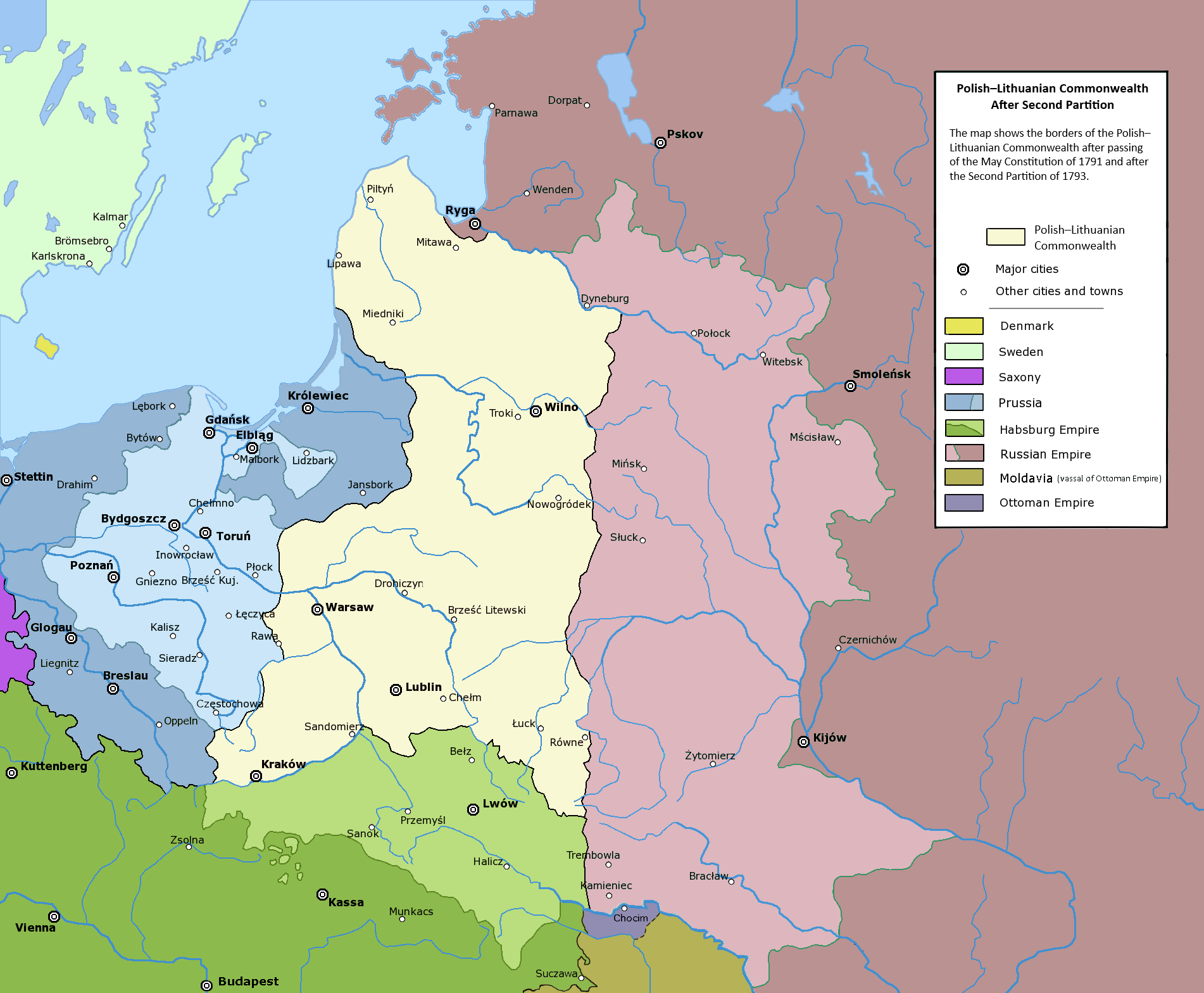
El Segon Repartiment (1793)
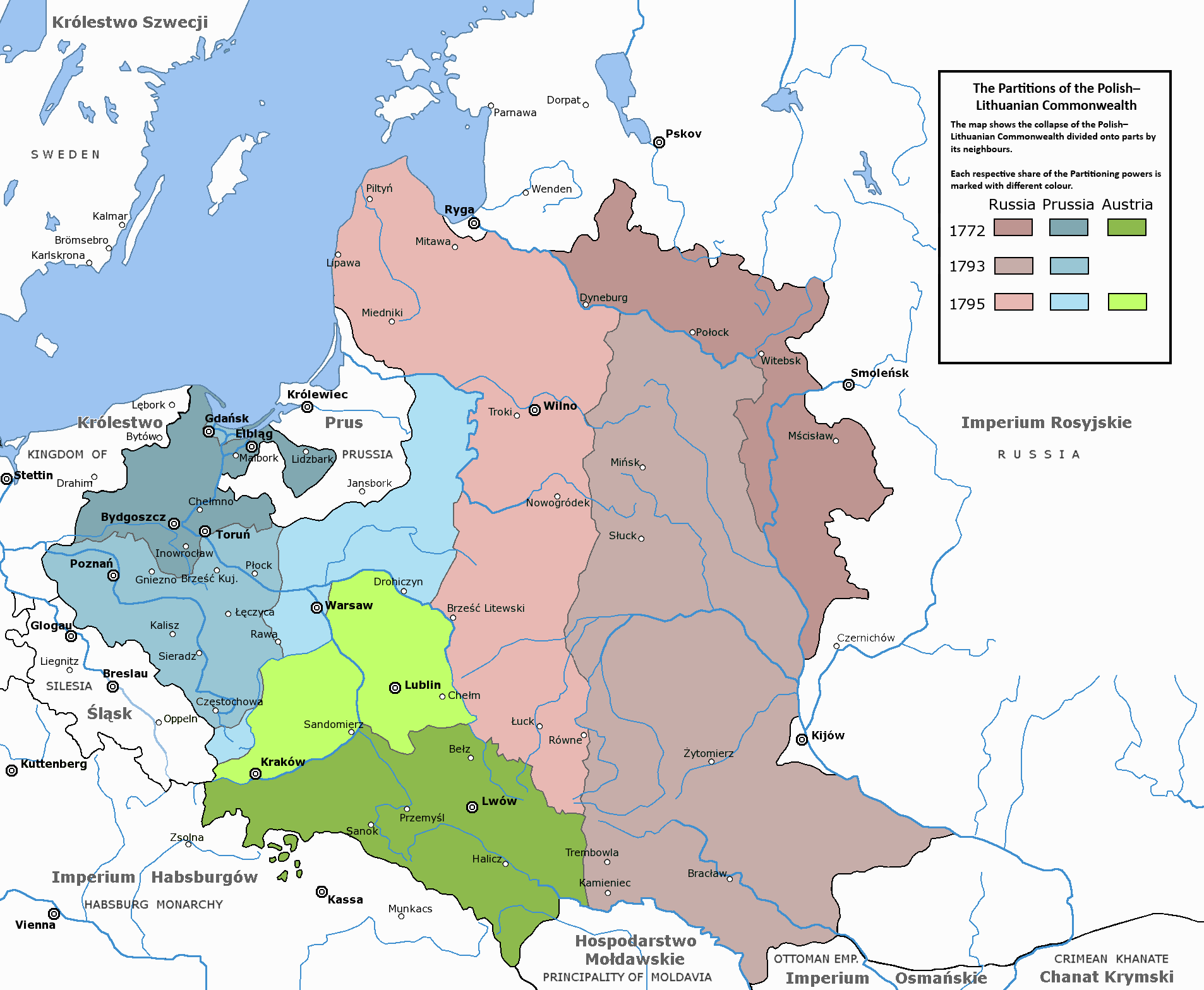
El Tercer Repartiment (1795)
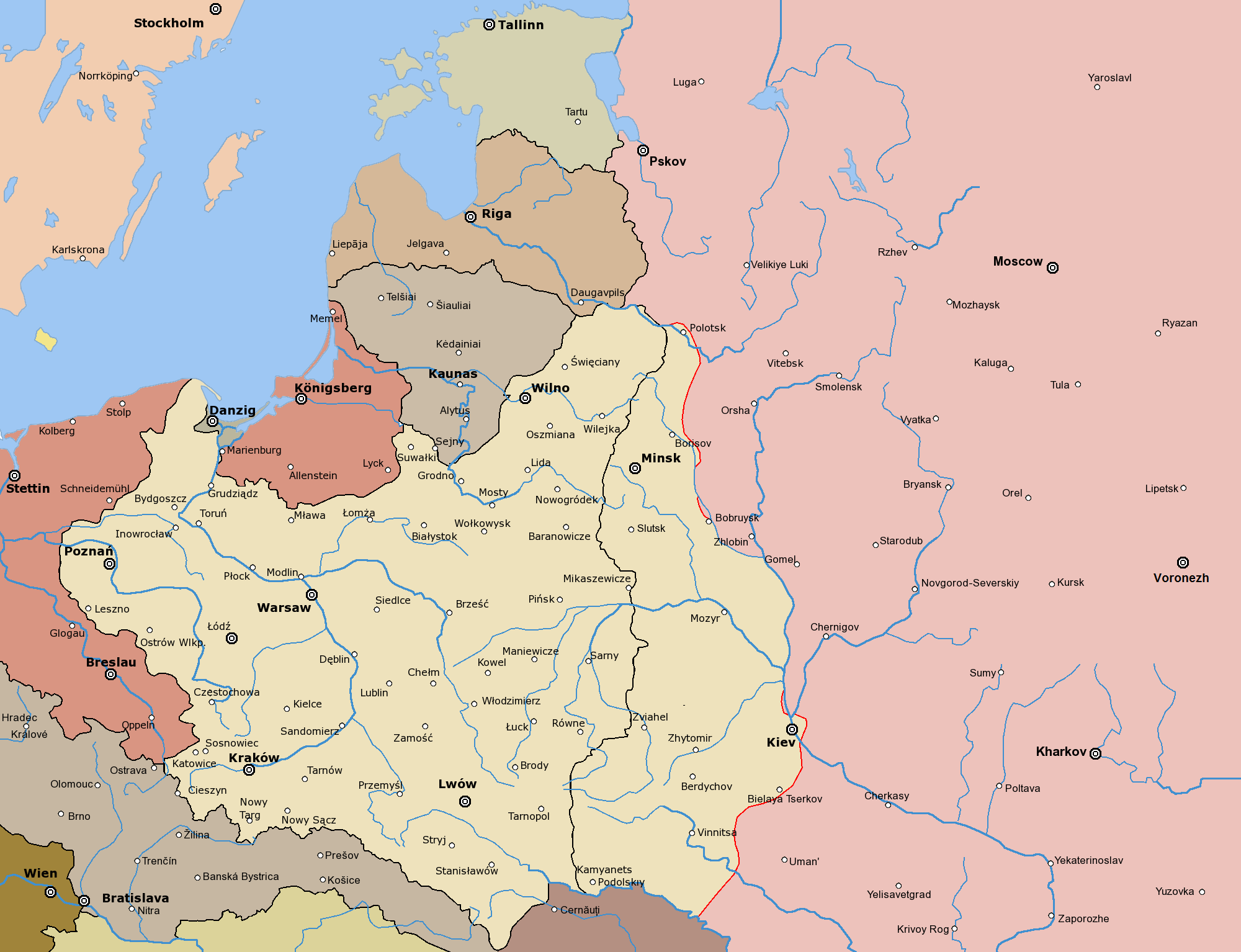
Polònia, Guerra Bolxevic (juny 1920)
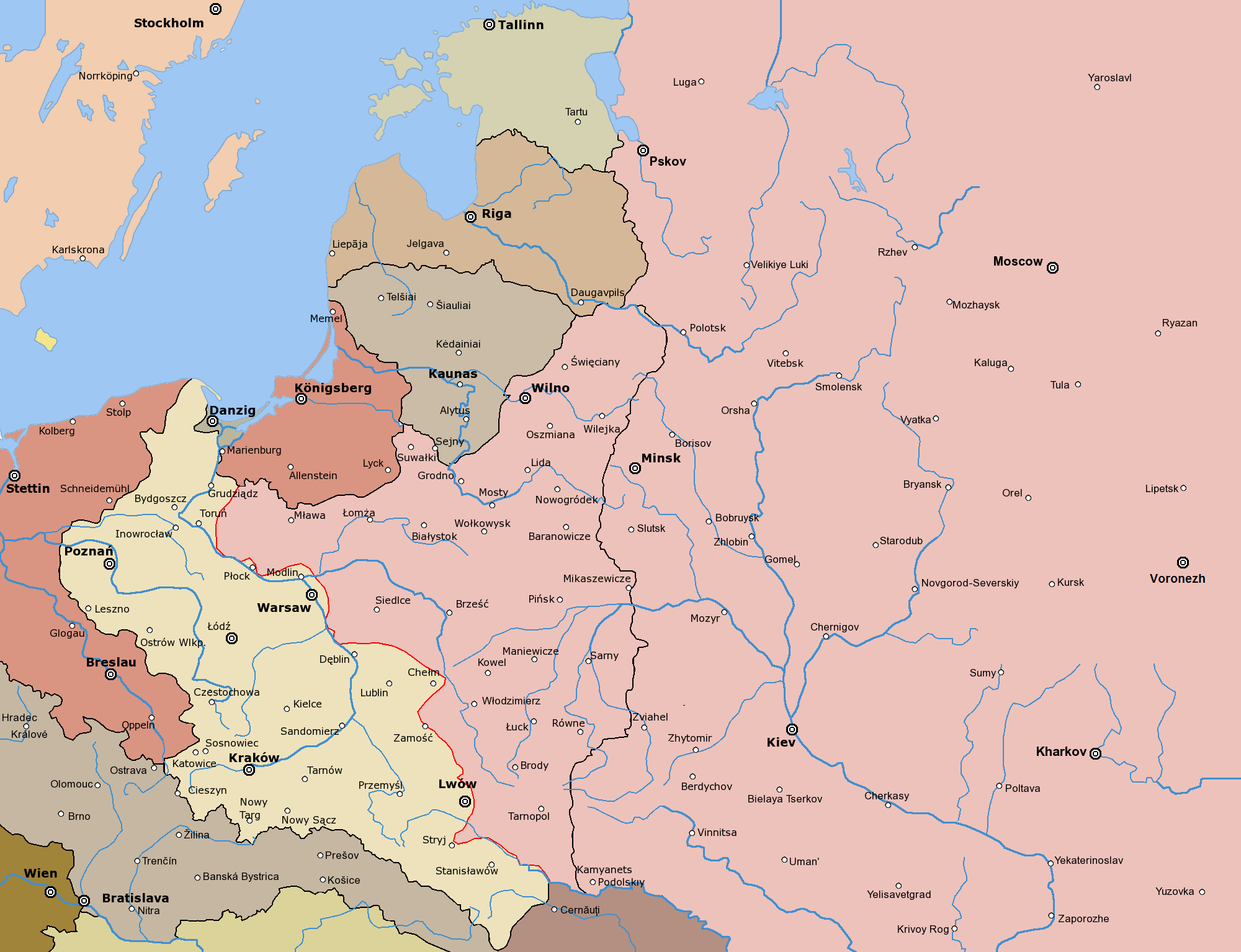
Polònia, Guerra Bolxevic (agost 1920)
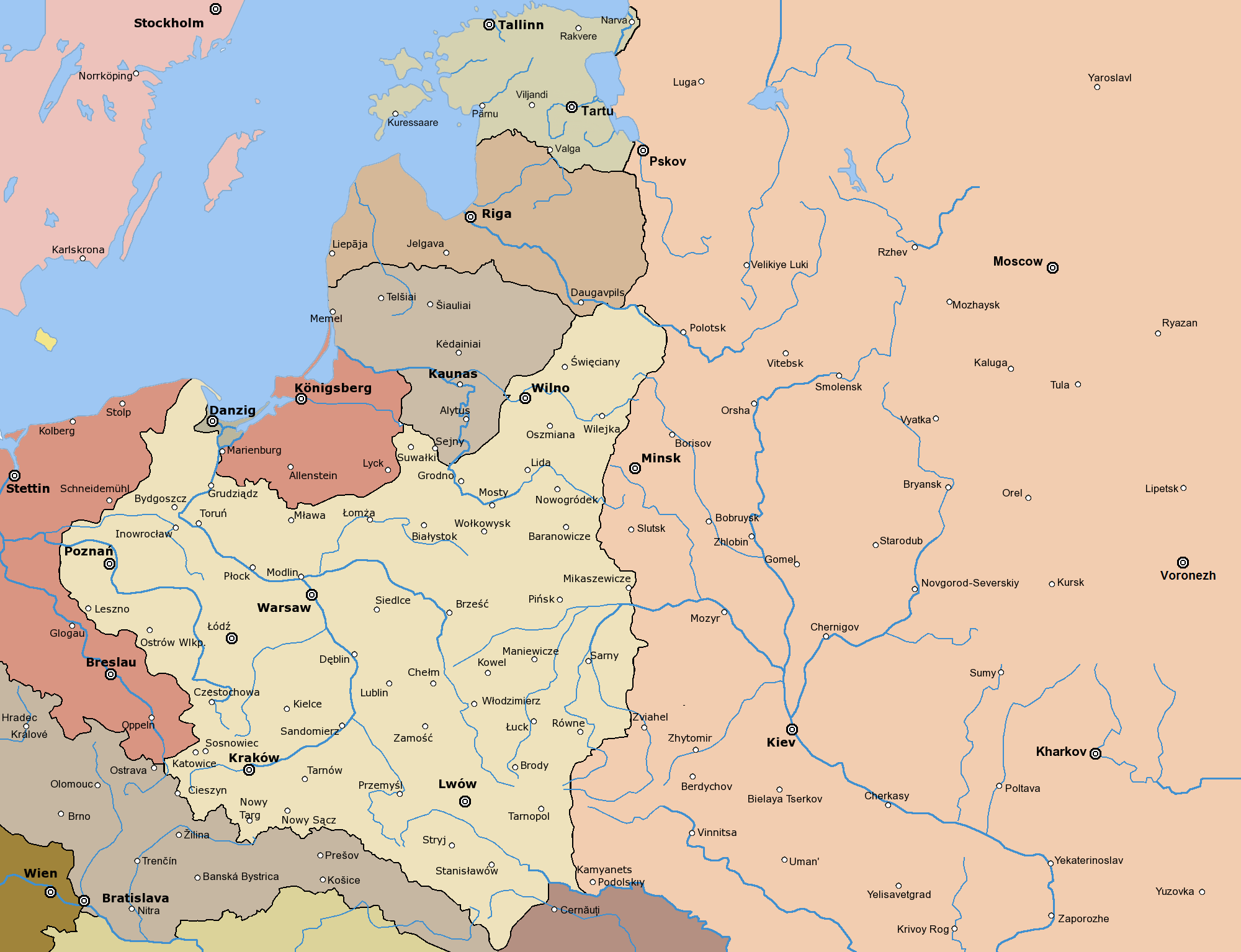
Polònia, període 1922-1938
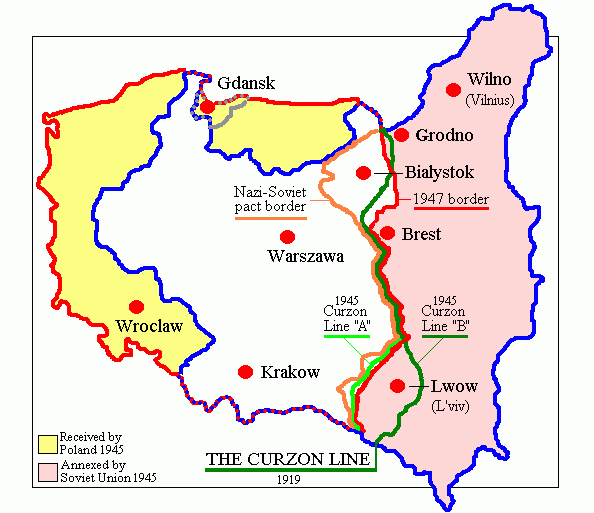
Fronteres abans i després de la Segona Guerra mundial